# Pierre naturelle
Pour les articles homonymes, voir Pierre.

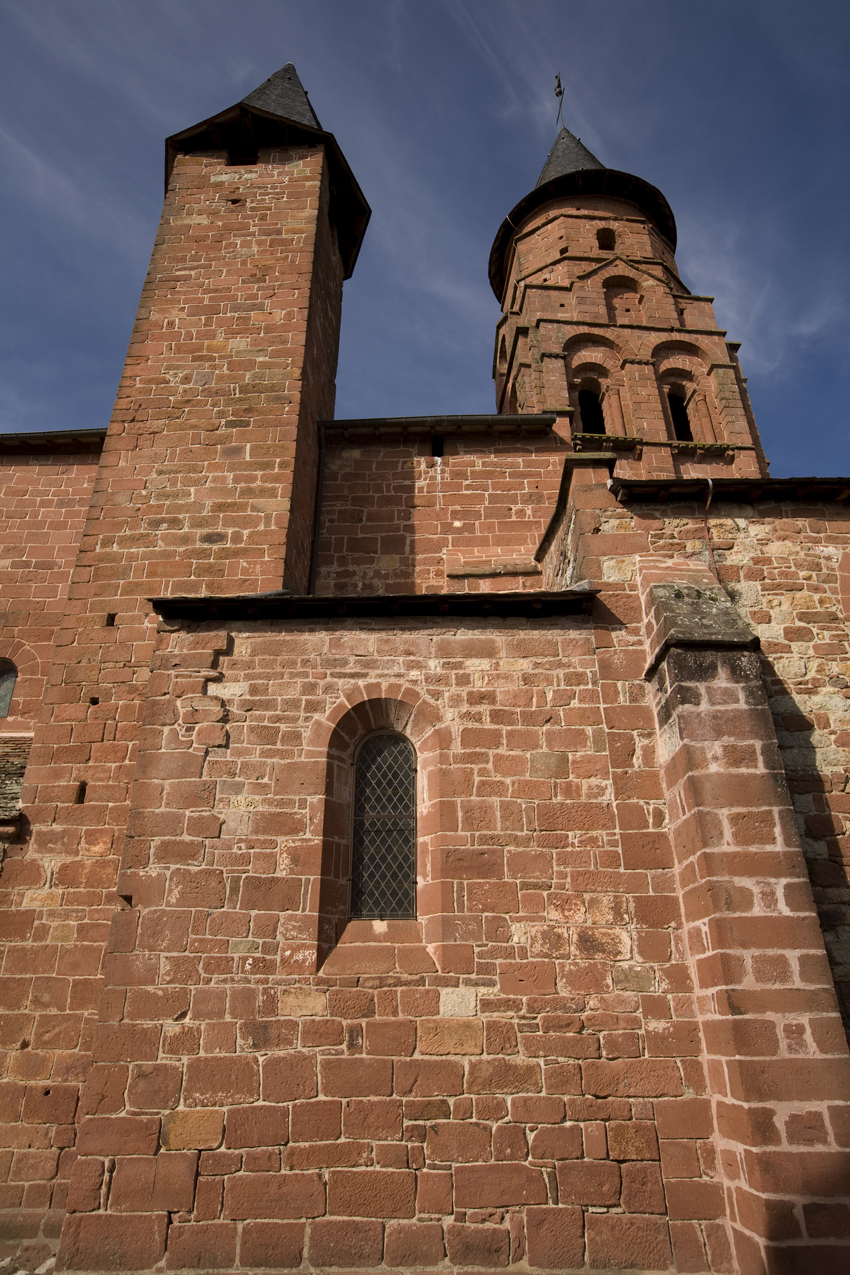
L'église en pierre de taille rouge naturelle (grès rouge) du village de Collonges-la-Rouge (Corrèze), France.

La pierre naturelle, autrefois appelée pierre à bâtir, est un matériau de construction constitué de la roche d'où elle est extraite. Elle se distingue des produits manufacturés tels les blocs de béton ou les briques d'argile, qui sont appelés pierre artificielle.
Les pierres utilisées en construction doivent avoir une résistance mécanique suffisante, ainsi qu'une durabilité en rapport avec leur prix de mise en œuvre, celui-ci cumulant les coûts : d'extraction du matériau en carrière, d'acheminement du matériau (brut ou taillé) jusqu'au lieu de construction, de préparation du matériau (par exemple, taille des pierres en blocs parallélépipédiques), et de l'appareillage.
Les principales roches utilisées en construction sont le granite, le calcaire, le grès, la pierre meulière, la marne, l'ardoise, le marbre.

## Histoire

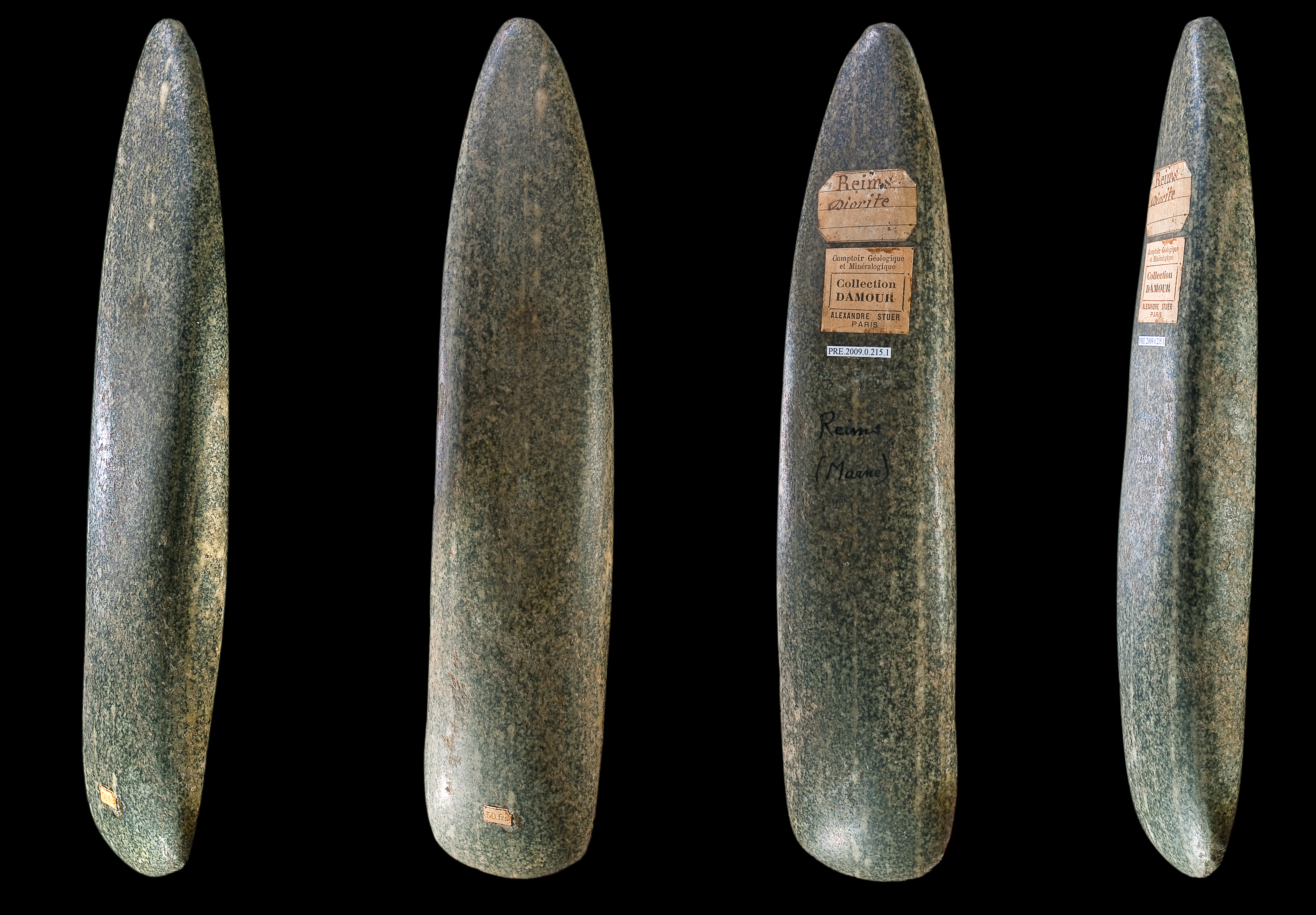
Hache polie en diorite néolithique (250x52x33mm), environs de Reims, France – Collection d’Alexis Damour (Muséum de Toulouse).

La pierre est depuis très longtemps employée dans la construction et dans la conception d'objets d'art. Ce n'est pas un hasard si la période la plus reculée de notre histoire s'appelle âge de la pierre qui est la période de la Préhistoire durant laquelle les humains créèrent des premiers outils en pierre. Avec la terre et le bois, la pierre constitue l'un des matériaux de base de la construction. La pierre est alors employée dans des murs pleins, structurels.

### Le caillou instrument de calcul
La pierre, quand elle est transformée par l'érosion en caillou poli (calculus, en latin) devient un instrument de calcul. L'archéologue ne sait pas toujours le distinguer des cailloux du sol environnant, c'est ainsi qu'on ne sait pas à quand remonte l'usage du caillou en tant qu'instrument de comptage ou de calcul. Mais on sait que, quelque 3500 ans avant J.C., les sumériens utilisent à leur place des boules d'argile de différentes formes, et que les romains les insèrent dans des abaques en pierre ou en bronze.

### Antiquité

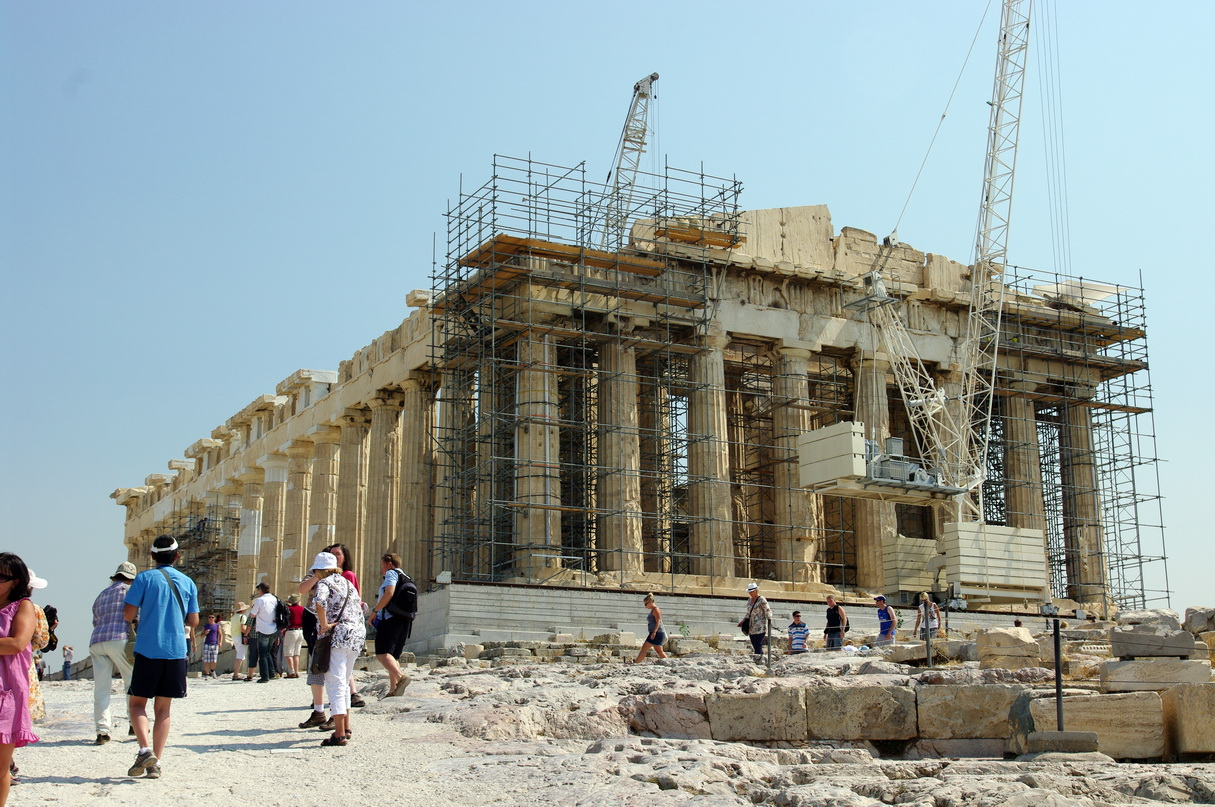
Parthénon, Ictinos, -449 à -438, marbre du mont Pentélique. Pour la construction du Parthénon on rouvre la carrière du mont Pentélique qui fournit un marbre de bonne texture dont la dureté permet la confection de détail d'une grande finesse. Le Parthénon nécessitera la taille et le transport d'au moins 20000 blocs de marbre pesant au total 100000 tonnes. Ici, rien n'est droit, aucune pierre n'est un parallélépipède parfait. Chaque pierre est unique taillée pour l'endroit de l'édifice où elle va être placée.

Durant l'antiquité  il faut noter l'emploi magistral qui a 
été fait des pierres en Grèce, dans les temples, à l'époque classique. Originairement en bois, recouverts d'argile cuite peinte de couleurs vives, destinée à protéger le bois, les temples seront progressivement construits en marbre (dans les Cyclades) ou en calcaire gris coquillé (dans le Péloponnèse) accédant ainsi à une dimension monumentale. Dans cette nouvelle architecture, toute de pierre constituée, charpente comprise, les éléments fonctionnels tels métopes et triglyphes de la frise dorique qui étaient à l'origine des plaques de terre cuite qui protégeaient de l'humidité la charpente en bois, accèdent à une valeur purement décorative. Certains édifices comme le Parthénon, construit en marbre Pentélique seront couverts de tuiles en marbre, dont l'inventeur serait un certain Byzès de Naxos.

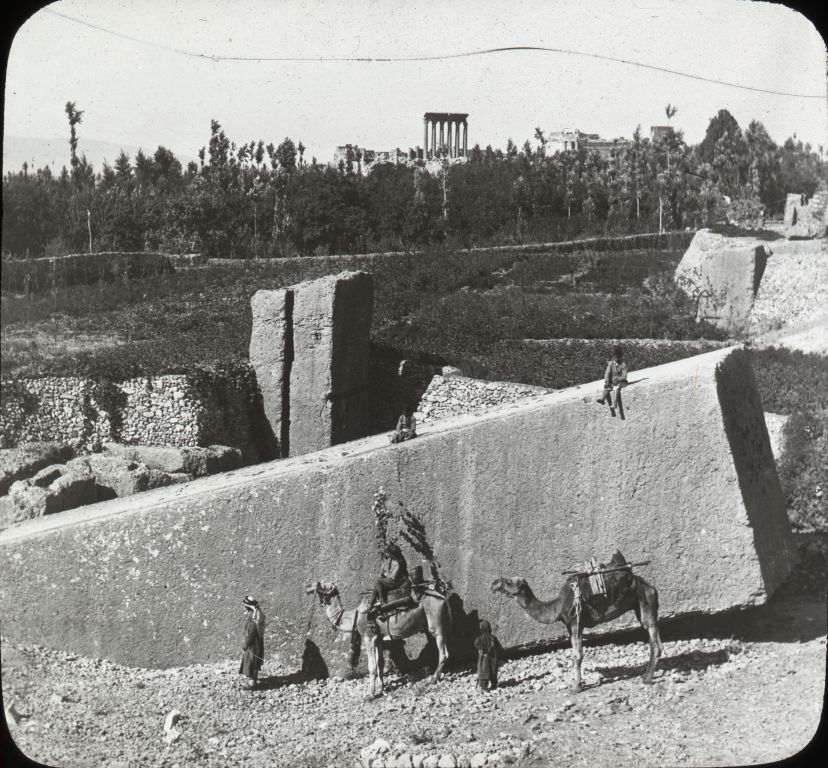
Pierre de la femme enceinte, Baalbek. Le travail de la pierre se mêle chez les romains à un goût pour l'exploit.

La stéréotomie se développe sous Rome dans la confection des voûtes et arcs dans des ouvrages tels les aqueducs où les Romains excellent. D'après Eugène Viollet-le-Duc, les Romains ont été les plus intelligents explorateurs de carrières qui aient jamais existé. « Les constructions de pierre qu'ils ont laissées sont élevées toujours avec les meilleurs matériaux que l'on pouvait se procurer dans le voisinage de leurs monuments. Il n'existe pas d'édifice romain dont les pierres soient de médiocre qualité; lorsque celles-ci faisaient absolument défaut dans un rayon étendu, ils employaient le caillou ou la brique, plutôt que de mettre en œuvre de la pierre à bâtir d'une qualité inférieure ; et si l'on veut avoir de bonnes pierres de taille dans une contrée où les Romains ont élevé des monuments, il ne s'agit que de rechercher les carrières romaines. »

### Renaissances médiévales

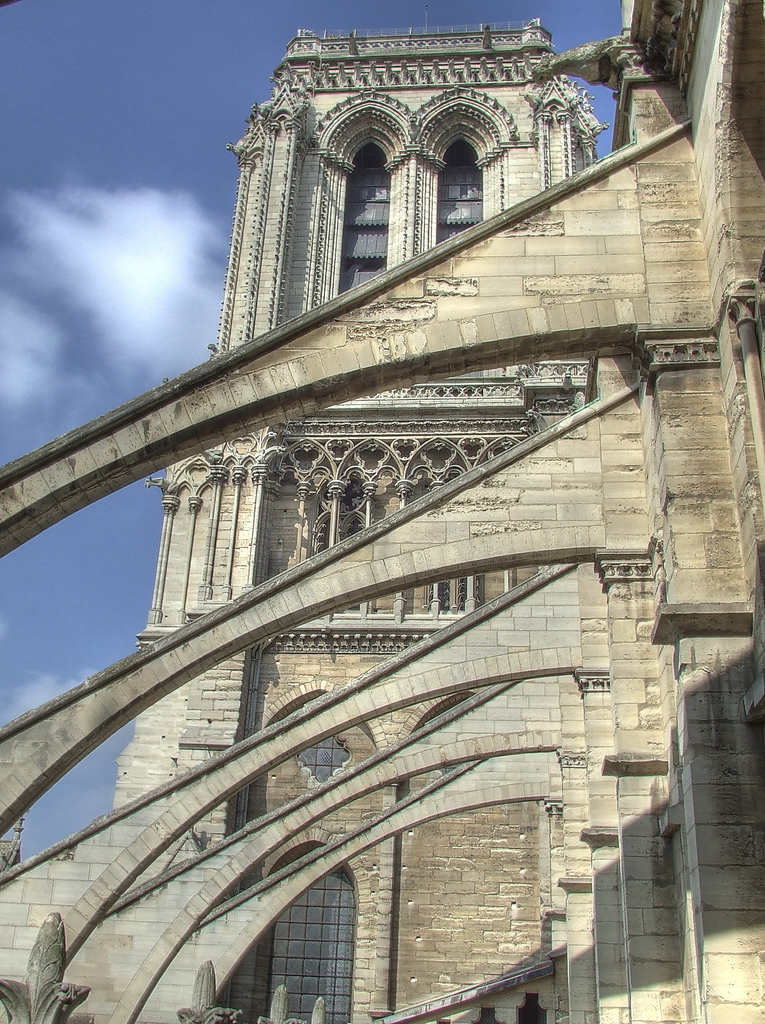
Cathédrale Notre-Dame de Paris, 1163-1345.

À l'inspection des monuments élevés pendant le Moyen Âge, il est aisé de reconnaître qu'alors, plus encore que pendant la période gallo-romaine, on exploitait une quantité considérable de carrières qui depuis ont été abandonnées, qu'on savait employer les pierres exploitées en raison de leur qualité, mais avec une économie scrupuleuse ; c'est-à-dire qu'on ne plaçait pas dans un parement, par exemple, une pierre de qualité supérieure convenable pour faire des colonnes monolithes, des corniches, des chéneaux ou des meneaux. Ce fait est remarquable dans un de nos édifices bâti avec un luxe de matériaux exceptionnel: nous voulons parler de la cathédrale de Paris. Là les constructeurs ont procédé avec autant de soin que d'économie dans l'emploi des matériaux. Les pierres employées dans la cathédrale de Paris proviennent toutes des riches carrières qui existaient autrefois sous la butte Saint-Jacques, et qui s'étendent sous la plaine de Montrouge jusqu'à Bagneux et Arcueil.

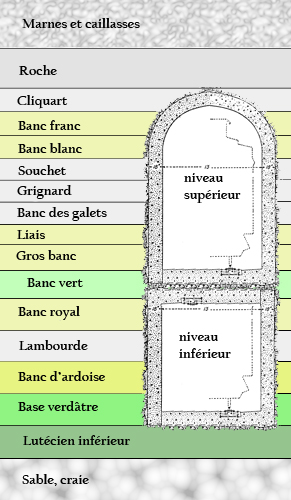
Vue simplifiée des bancs de roche qui composent la géologie des carrières de la rive gauche de Paris. En jaune, les bancs exploitables pour la construction.

La façade est entièrement construite en roche et en haut banc pour les parements, en liais tendre pour les grandes sculptures (banc qui avait jusqu'à 0,90 m de hauteur) et en cliquart pour les larmiers, chéneaux, colonnettes (banc de 0,45 m de hauteur au plus). Le liais tendre des carrières Saint-Jacques se comporte bien en délit, aussi est-ce avec ces pierres qu'ont été faites les arcatures à jour de la grande galerie sous les tours. Les cliquarts ont donné des matériaux incomparables pour la rose et pour les grandes colonnettes de la galerie, ainsi que pour tous les larmiers des terrasses. Parmi ces matériaux, on rencontre aussi dans les parements et pour les couronnements des contreforts des tours l'ancien banc royal de Bagneux, qui porte 0,70 m, et le gros banc de Montrouge, qui porte 0,65 m : ces dernières pierres se sont admirablement conservées. Dans les fondations, nous avons reconnu l'emploi des lambourdes de la plaine, et surtout de la lambourde dite ferme, qui porte jusqu'à un mètre ; quelquefois, mais rarement, du banc vert.
Les tailleurs de pierre et mortelliers figurent parmi les premiers métiers définis par Étienne Boileau en 1268 dans son livre des métiers. Les métiers de la pierre s'organisent en corporations et confréries. Les premiers ouvriers itinérants posent les fondations du compagnonnage. Toutes les listes de préséances en circulation dans les divers compagnonnages confirment l’ancienneté et la primauté des corps d'état qui couvrent les trois matériaux de base indispensables à toute construction : la pierre, le bois et le fer.

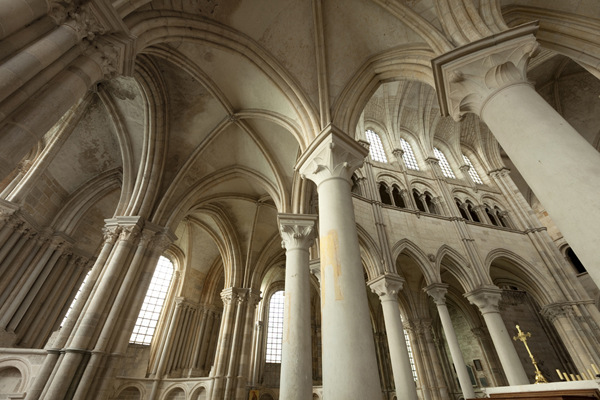
Basilique Sainte-Marie-Madeleine de Vézelay, colonnes monolithiques, 1190.

Jusqu'à la fin du XIIe siècle, les constructeurs reculent devant l'emploi des matériaux d'une grande dureté, comme le granit ; ils cherchaient les pierres d'une dureté moyenne, et les emploient, autant que ce peut, en petits échantillons : et telle est la répartition des terrains sur la surface de la France, qu'il n'était jamais besoin d'aller chercher des matériaux calcaires, ou des craies, ou des grès tendres très loin, si ce n'est dans quelques contrées, comme la Bretagne, la Haute-Garonne et le Centre, vers Guéret et Aubusson. Les établissements monastiques du Moyen Âge exploitent les carrières avec adresse et soin: la maison mère de Cluny, établie sur terrain jurassique, ainsi que celle de Clairvaux, semblèrent imposer à leurs filles l'obligation de se fonder à proximité de riches carrières.
Au Moyen Âge, l'exécution matérielle de la taille des pierre atteint des sommets. Dans les cathédrales, les principes de construction modulaire, la préfabrication se développent, la manière dont les tracés sont compris par les tailleurs de pierre, l'intelligence avec laquelle ils sont rendus, indique chez les ouvriers du Moyen Âge, « une connaissance de la géométrie descriptive, des pénétrations de plans, que nous avons grand-peine à trouver de notre temps chez les meilleurs appareilleurs. ».
Les constructeurs de la période gothique portent une attention scrupuleuse dans le choix des pierres qu'ils mettaient en œuvre. On ne recule pas devant des difficultés de transport qui devaient être considérables lorsqu'il s'agissait de se procurer certaines pierres dont la qualité était propre à un objet spécial. Pour les colonnes monolithes du chœur de Vézelay, par exemple, bâti vers 1190, des pierres dures de Coutarnoux, dont la carrière est à 30 kilomètres de l'abbaye, bien qu'on possédât des pierres propres à la construction à une faible distance. Lorsque le style gothique est définitivement admis sur toute la surface de la France, vers la fin du XIIIe siècle, les constructeurs n'hésitent pas, pour se conformer au goût du temps, à employer des pierres qui par leur nature, ne se prêtaient guère à recevoir ces formes. C'est ainsi que, vers 1270, on élève le chœur de la cathédrale de Limoges en granite, celui de la cathédrale de Clermont en pierre de Volvic, une roche volcanique ; que, vers le milieu du XVe siècle, on construit le chevet de l'église abbatiale du Mont-Saint-Michel en mer de même en granit, sans se préoccuper des difficultés de taille que présente cette matière ; qu'au commencement du XIVe siècle on construit en grès très dur le sanctuaire et le transept de l'ancienne cathédrale de Carcassonne, Saint-Nazaire.

### La Renaissance

#### À Paris

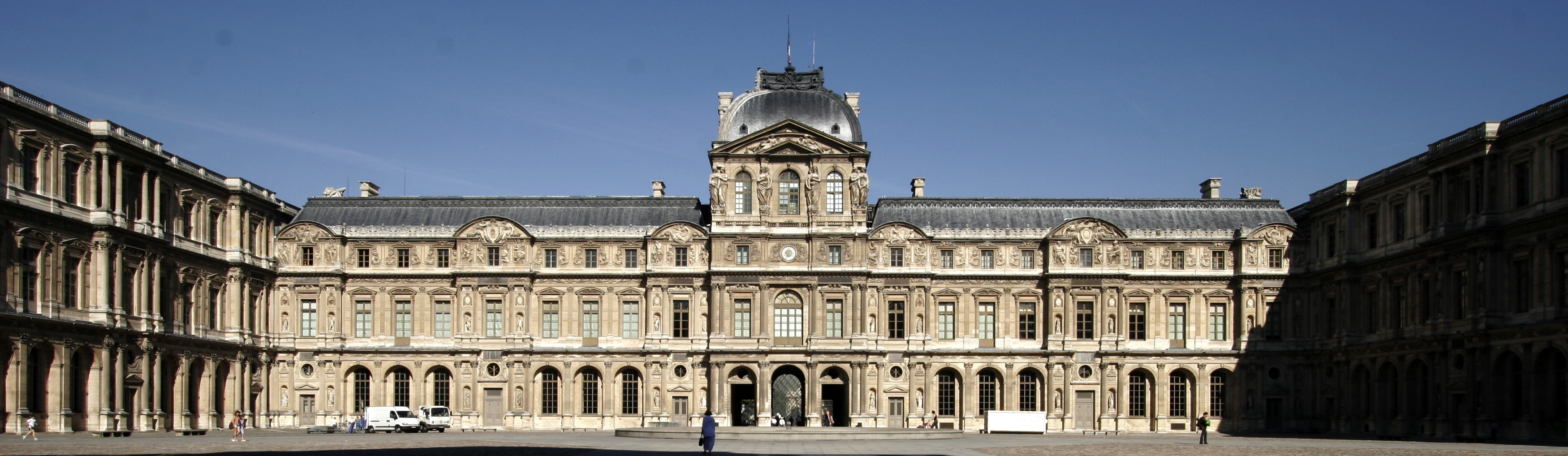
Palais du Louvre - Jacques Lemercier - Pierre de Saint-Leu - 1630.

Paris dispose d'un sol très complet qui fournit non seulement le calcaire-moellon et la pierre à plâtre pour les constructions ordinaires, la pierre d'appareil pour les façades, le calcaire compacte homogène pour les monuments et les grands travaux d'art, mais aussi la meulière commune pour les constructions qui réclament une pierre résistant à la fois aux chocs et à l'humidité (égouts, parements de fortifications, etc.) ; le calcaire siliceux-caverneux, ou pierre meulière des moulins, qui, de La Ferté-sous-Jouarre, s'exportait jusqu'en Amérique ; le grès pour le pavage ; le sable quartzeux le plus pur pour la plus grande partie de ses verreries ; l'argile commune à briques (Auteuil, Vanvres), l'argile figuline et plastique pour les faïences (Montereau, Creil), et d'autres roches encore pour des usages moins généraux. Les maisons sont construites avec le calcaire grossier de la plaine de Montrouge ou de la vallée d'Oise. Les rues sont pavées avec les grès tertiaires de l'Yvette ou de Fontainebleau.

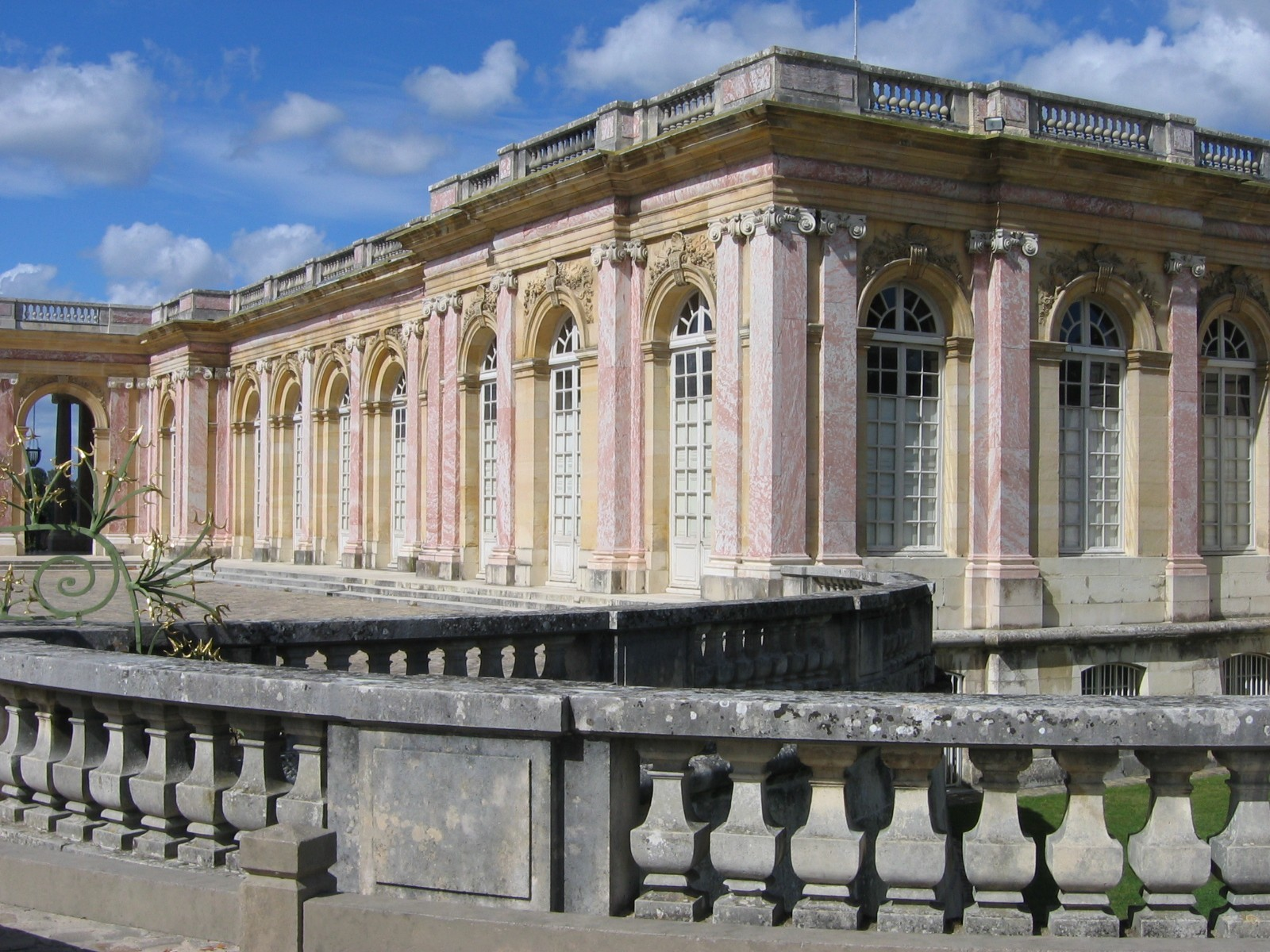
Le Grand Trianon côté cour - Jules Hardouin-Mansart - 1687 - Pierre de Saint-Leu - Les pilastres sont en marbre de Caunes-Minervois.

Tous les monuments du vieux Paris depuis les Thermes de Julien jusqu'à la Tour Saint-Jacques sont construits avec des pierres tirées aux portes mêmes de la ville aux faubourgs Saint Marcel et Saint Jacques (Carrières souterraines de Paris).
Les architectes de la Renaissance en gardant l'excellente pierre dure de la plaine pour les soubassements et les corniches introduisirent en élévation, au Louvre et à l'Hôtel de ville, la pierre tendre de l'Oise, la pierre de Saint-Leu, qui remplaça les assises de lambourdes bancs de qualité inférieure du bassin de Paris. Les vergelés autres pierres tendres très appréciées arrivent plus tard.
En 1795, à l'École polytechnique récemment fondée, Gaspard Monge enseigne la géométrie descriptive nouveau mode de représentation en deux dimensions permettant de décrire des objets avec précision.
Les carrières s'étendent encore. On va à Conflans vers Pontoise chercher la pierre demi-dure avec laquelle on bâtit le Garde-Meuble de la Couronne. Quelques années après Perronet, créateur de l'École des ponts et chaussées ouvre les carrières de Taillancourt dans le Vexin et en tire les matériaux des ponts de Neuilly et de la Concorde.

#### À Rome

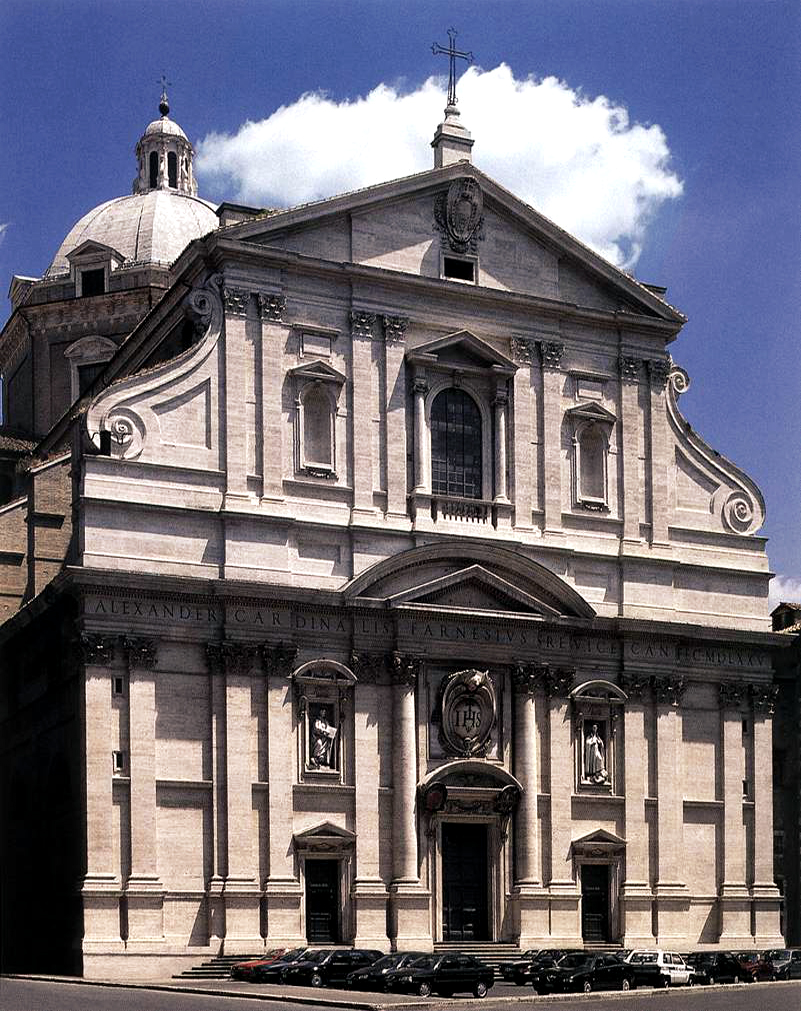
Façade de l'église du Gesù - Giacomo della Porta - 1580 - à Rome, considérée comme la première église de style baroque.

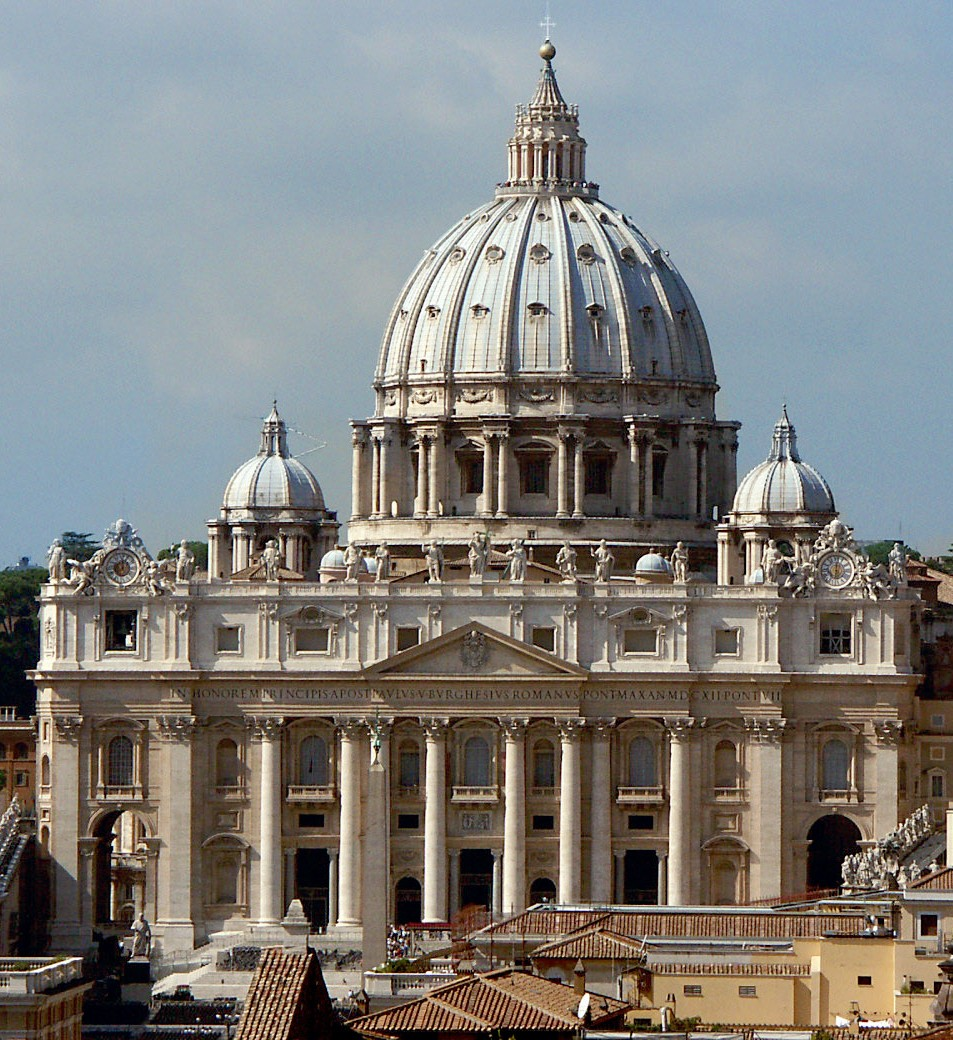
Basilique Saint-Pierre - Michel-Ange - 1612 - Travertin (tuf calcaire).

À Rome, on compte sept qualités de tufs volcaniques: Aniene, Campidoglio, Cappellaccio, Fidene, Grotta oscura, Monteverde, Peperino, auxquelles il faut ajouter le travertin (tuf calcaire). Le travertin est la pierre dont on s'est servi pour les plus beaux édifices de la Rome antique. Elle est appelée Travertino en italien et, par les anciens, lapis tiburtinus, « pierre de Tivoli ». Un grand nombre de monuments, arcs et portes de la ville, comme le Colisée et le théâtre de Marcellus sont construits avec cette pierre, ainsi que la plupart des églises, basiliques et palais modernes ou de la Renaissance.

### Mutations techniques desXXeetXXIesiècles

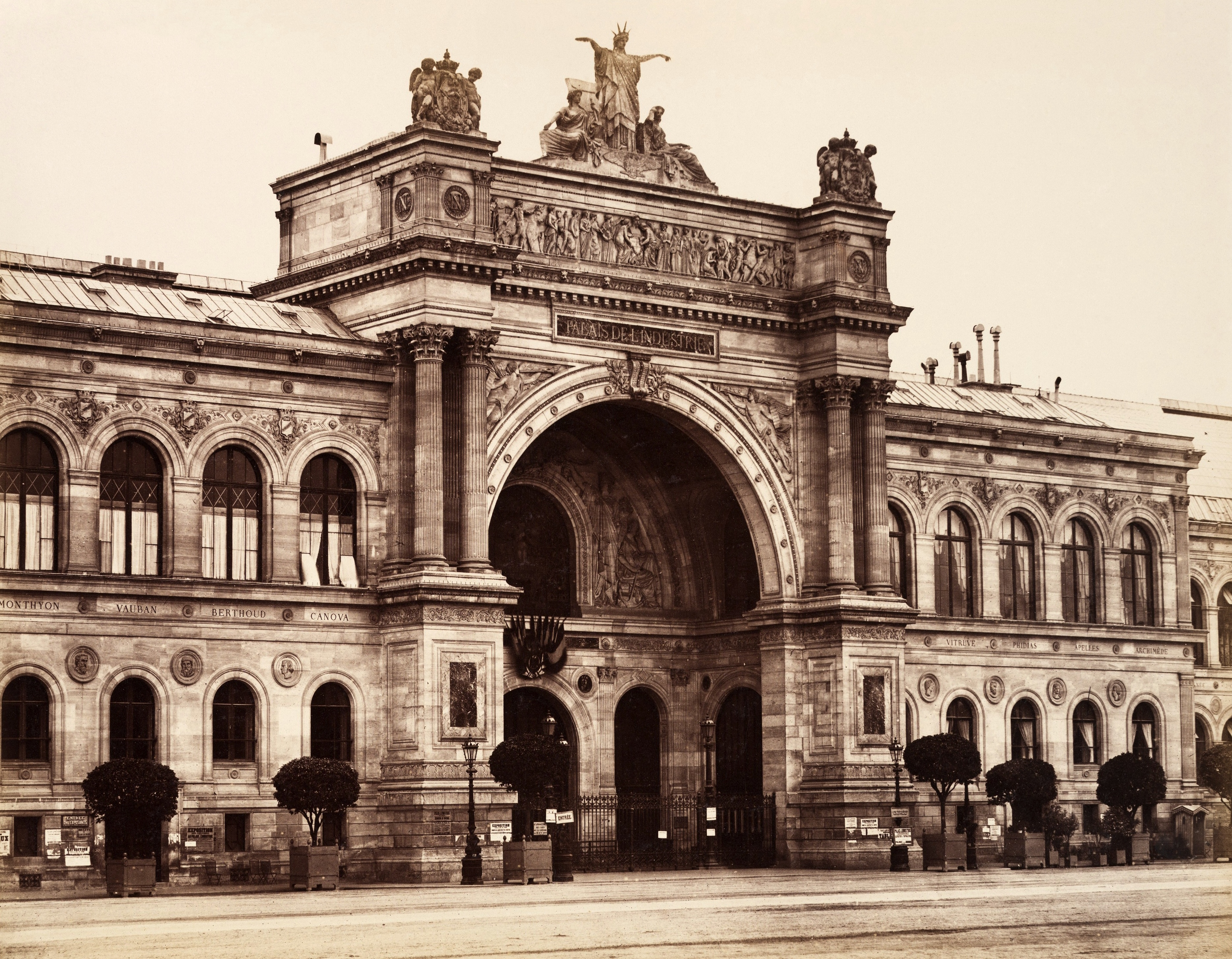
Palais de l'Industrie, Exposition universelle de 1855, Paris. La façade est en pierre mais cache la structure qui elle est en acier.

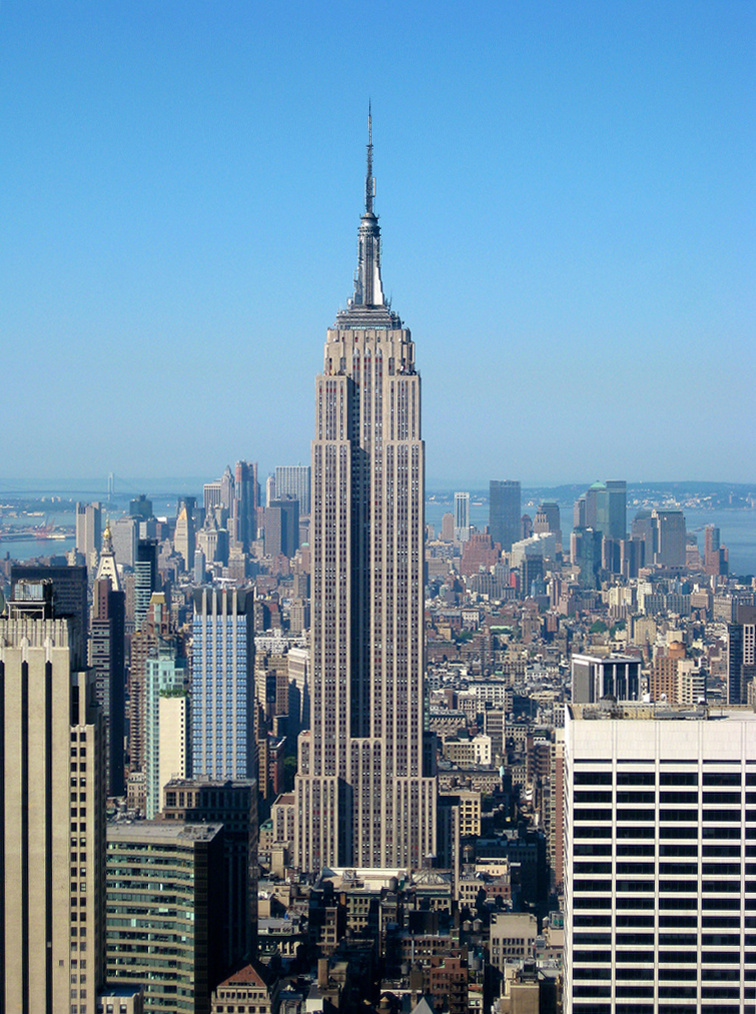
Empire State Building. Structure en acier, façade en.

De manière élémentaire, une colonne en fonte se substitue facilement à une colonne en pierre. De la même manière, un rail en acier peut être détourné pour les poutres des plafonds. Des voussettes en brique viennent entre celles-ci pour compléter le plancher. La fonte, le fer puddlé et l'acier, se substituent à la pierre dans beaucoup de ses applications.
Début XIXe siècle, l'essor de la production d'acier, ouvre une nouvelle ère, la révolution industrielle, et modifie de manière fondamentale la manière de construire. La construction était jusque-là limitée par l'utilisation du bois et de matériaux exclusivement sollicités à la compression, telles la pierre ou la brique. L'usage de l'acier permet tout à coup de construire des bâtiments aux performances structurelles inégalées. Toutefois l'acier ne trouvera pas immédiatement ses lettres de noblesse et servira dans la construction des charpentes, caché derrière une façade qui demeurera en pierre. Ainsi les halls de gare, associent deux espaces, l'un ouvert à la ville et projeté par l'architecte en matériaux lourds, l'autre, projeté par l'ingénieur et édifiée en métal et en verre.
L'acier, plus résistant à la flexion et à la traction, autorise le développement des immeubles de grande hauteur, les gratte-ciels, basé sur une ossature en acier, d'abord  dissimulée derrière une peau en pierre (Empire State Building, Rockefeller Center) ensuite exprimée en acier comme élément architectural à part entière.
Mais l'acier doit lui-même faire face à la concurrence du béton. Une mutation s'opère alors dans la construction lorsqu'on cesse d'employer la pierre comme matériau statique. Elle coïncide avec l'apparition du béton et plus largement des pierres artificielles (Briques, Blocs, etc.), moins cher à produire, plus faciles à mettre en œuvre . La pierre est encore utilisée en parement, sciée en dalles parallélépipédiques, d'épaisseur régulière, maçonnée toujours, ou agrafée au moyen de quincailleries et agrafes coûteuses.
Une autre mutation s'effectue lorsqu'en 1973, lors du premier choc pétrolier, on accouche dans les climats froids et tempérés, et surtout dans les pays occidentaux, d'un nouveau type de construction faisant un usage intensif de l'isolation thermique. Dans les murs en contact avec les ambiances extérieures, un isolant est placé entre une couche intérieure souvent porteuse et une couche extérieures qui sert de parement. C'est une aberration technologique que ne manquent pas de souligner certains ingénieurs. Pour les bâtiments isolés qui s'appliquent à perpétuer une esthétique héritée du passé, dans l'utilisation d'une lame de pierre de faible épaisseur placée en parement, les éléments d'ornementation (corniche, bandeaux, pilastres, etc.) augmentent les sources de problèmes, d'étanchéité notamment et le coût du mètre carré de façade. Les couches situées au-delà de l'isolant vers l'extérieur deviennent superflues, en ce qui concerne l'isolation et la stabilité tout du moins. Hormis le cas des enduits qui s'appliquent sur l'isolant, elles démultiplient les fixations et les agrafes.
Pour répondre à cette nouvelle gageure de l'isolation, l'industrie fabrique de nouveaux produits: plaques de granit de 15 mm d'épaisseur, méthodes constructives d'assemblage avec des parements de 6 mm d'épaisseur, etc..

### AuXXIesiècle
Les pierres à bâtir (ardoises, pierres taillées dites dimensionnelles, pierres tombales et ornementales) ne représentent qu'une infime, mais lucrative part de la production de roches. En France, si l'on considère l'ensemble des roches abattues, les carrières dépassent en tonnage la production des mines. On extrait chaque année en France 200 millions de tonnes de matière minérale rocheuse (en excluant les alluvions, moraines et autre emprunts de terrain meuble, qui représentent encore davantage) qui se répartissent entre: le charbons et minerais (10 MT)- la pierre à ciment et gypses (10 MT) - les granulats de béton, routes, ballast (150 MT) - les blocs pour enrochement (digues à lamer, travaux portuaires) (30 MT).

## Disponibilité des matériaux
Jusqu'au XIXe siècle, peu de pierres de construction ont assez de valeur pour justifier de longs transports, et chaque région doit trouver dans son propre sol les matériaux nécessaires à la construction, au pavage et à l'industrie, voire à l'ornementation : la géologie locale contraint la forme et d'autres caractères des édifices, influence qui s'étend aux arts et jusqu'aux mœurs des habitants. Ainsi, en France :
- sur la Loire, de charmantes habitations en pierre blanche ont leurs carrières dans le tuffeau de la Touraine ;
- en Auvergne, les pierres noires des édifices et notamment la cathédrale de Clermont-Ferrand, sont des basaltes ou du tuf volcanique ;
- sur le Plateau hennuyer et brabançon de Soignies, le Condroz et l'Ardenne centrale, c'est la pierre bleue (un calcaire) qui est employée.

Avec l'apparition du chemin de fer, l'étendue d'approvisionnement des régions va en s'agrandissant. À Paris, les calcaires oolithiques de Bourgogne ou de Lorraine viennent en concurrence avec les pierres que la navigation amène des carrières tertiaires d'Île-de-France et du Vexin. Les anciennes catacombes — incomplètement connues — sont à l'abandon, et leurs affaissements sont combattus par un service de surveillance spécial (initié par Colbert).
Aux XXe et XXIe siècles, la hausse du coût de la main d'œuvre et l'amélioration constante des moyens de transport ont pour conséquence qu'on va chercher les pierres de construction de plus en plus loin : Italie, Portugal, Israël, Inde, Viêt Nam, etc.

## Dénomination
La dénomination des pierres peut faire référence à la situation de la pierre dans la classification géologique des roches, à une dénomination traditionnelle (même si elles ne sont pas toujours correctes d'un point de vue géologique) ou une dénomination commerciale, celle proposée par le producteur ou l'importateur de la pierre[réf. non conforme]. Ainsi, le terme « granit », distinct de granite, est une appellation commerciale et générique chez les marbriers qui englobe aussi des granites, des gneiss, des grès, des brèches, des calcaires ou autres conglomérats. Le petit granit des Ardennes, par exemple, est un calcaire.
Le terme « marbre » serait d'abord une appellation traditionnelle dérivée du grec marmaros, qui signifie « pierre resplendissante », et indiquait n'importe quelle pierre « lustrable », c'est-à-dire dont la surface pouvait être lustrée au moyen de polissage. Dans les études archéologiques et historico-artistiques sont comprises, parmi les "marbres", d’autres roches qui n’en sont pas du point de vue géologique et chimique, tel que les granits et porphyres, les Diorites, les Basaltes, les Albâtres ou les calcaires particulièrement durs. Tous ces « marbres » sont classés dans les marbres antiques par opposition aux marbres modernes qui ne comprennent que les roches métamorphiques dérivées du calcaire.

### Classification géologique

Formation des roches : 1- Érosion, transport, diagénèse ; 2- Fusion ; 3- Pression température ; 4- Refroidissement.

En géologie les roches sont classées selon leur composition, leur origine ou la modalité de leur formation en trois grandes catégories : les roches magmatiques formées par la solidification de magmas, les roches sédimentaires, formées à la surface de la Terre ou dans les mers par l'accumulation en couches de matériaux sous l'action d'agents exogènes, comme le vent et l'eau et les roches métamorphiques, c'est-à-dire formées par la recristallisation (et généralement la déformation) de roches sédimentaires ou magmatiques sous l'action de la température et de la pression qui croissent avec la profondeur dans la croûte terrestre ou au contact d'autres roches.
Roches magmatiques :
- Basaltes, roches volcaniques, refroidies brutalement en surface après une éruption volcanique, hémicristallines ;
- Granites, roches plutoniques, refroidies en profondeur, lentement et sans dégazage dans la chambre magmatique.

```
Roches sédimentaires :
```

- Grès sont des roches détritiques terrigènes, c'est-à-dire provenant de l'érosion de roches préexistantes continentales, comme le grès, le sable, le limon, le lœss, l'argile. Les constituants (sédiments) de ces roches ont d'abord été transportés par les cours d'eau jusqu'aux mers et océans dont ils tapissent ensuite le fond.

- Roches organogènes sont liées à l'activité des organismes vivants. Les organismes forment des squelettes minéralisés qui vont pouvoir être fragmentés pour former des bioclastes (débris de squelette d'organisme). On y retrouve les roches carbonatées[14][réf. non conforme] : le calcaire et la craie : les calcaires gréseux, les calcaires marbriers, le marbre, les calcaires non marbriers, et le travertin.

- Ardoise, roche sédimentaire ou roche métamorphique.
- Schiste : roche sédimentaire argileuse, ou bien d'une roche métamorphique. Quand celle-ci est uniquement sédimentaire, les géologues canadiens préfèrent utiliser le terme « shale »[15].

```
Roches métamorphiques :
```

- Schistes et micaschistes, les cipolins, les gneiss, les granites d'anatexie, qui sont à la limite du métamorphisme et du magmatisme.

### Propriétés physicochimiques
La Caractérisation des matériaux, la discipline qui permet d'analyser les propriétés d'un matériau, a permis de dégager pour les pierres naturelles, quelques propriétés[réf. non conforme] essentielles qui décideront du type d'application auxquelles les pierres seront destinées, et qui apparaissent en totalité ou en partie dans les certificats et agréations dont la construction se départ rarement.
- Éléments pétrographiques : la pétrographie est la science ayant pour objet la description des roches et l'analyse de leurs caractères structuraux, minéralogiques et chimiques.
- Masse volumique apparente - Unité : kg/m³
- Porosité - Unité : % en volume
- Absorption d'eau par capillarité et par immersion sous pression atmosphérique
- Résistance à la compression - Unité : N/mm²
- Résistance à la flexion - Unité : N/mm²
- Module d'élasticité dynamique
- Résistance au gel (exprimée en nombre de cycles gel/dégel)
- Résistance à l'usure - Unité : mm/1 000 m
- Vitesse de propagation du son
- Coefficient de dilatation thermique

#### Pierre dure et pierre tendre
Les pierres dures, désignées souvent en France sous le nom de roches ou de pierres de roche, et les pierres tendres. Au XIXe siècle, on range généralement dans la première catégorie (pierres dures, désignées souvent en France sous le nom de roches ou de pierres de roche), toutes les pierres qui ne se laissent débiter qu'au moyen de scies à eau et à sable, semblables à celles dont les marbriers se servent pour débiter les marbres. Telles sont parmi les pierres employées en France, le hais, le cliquart, le parmin, et en Belgique, la pierre bleue des Écaussinnes ou de Soignies, dont l'usage est grandement répandu. Dans la catégorie des pierres tendres, toutes celles qui se laissent débiter au moyen de scies à dents, semblables à celles dont se servent les menuisiers et les charpentiers pour découper le bois, et particulièrement à celles connues sous le nom de passe-partout, qui servent à tronçonner les arbres. Comme exemple de pierres tendres, on peut citer en France les pierres connues sous le nom de Vergelé, Lambourde, Saint-Leu, etc., qui s'exploitent sur les bords de l'Oise et s'emploient sur une large échelle à Paris.
La Belgique ne possède pas de pierres tendres, et parmi celles des carrières qui en sont les plus rapprochées dans les pays voisins, on ne peut guère mentionner que celles de la montagne Saint-Pierre près Maastricht et de quelques localités avoisinantes qui s'emploient sur une assez large échelle, dans le Limbourg et dans la province de Liège.

#### Défauts des pierres
Les pierres, soit dures, soit tendres, renferment parfois des défauts qu'il est utile de connaître et dont les principaux sont :
- Le bousin : une partie de la pierre en quelque sorte décomposée qui se trouve assez souvent à la surface des bancs, c'est-à-dire en contact avec les joints de séparation des couches pierreuses qu'on exploite dans les carrières. Le bousin n'ayant aucune solidité, il est important de l'enlever complètement aux pierres avant de les faire servir à la bâtisse ; c'est ce qu'on prescrit généralement en disant que les pierres seront ébousinées jusqu'au vif. Le bousin est du reste plus développé dans certaines carrières que dans d'autres : ainsi, tandis qu'il est rare ou de peu d'épaisseur dans les couches de pierres bleues exploitées en Belgique, il est, au contraire, très-commun et souvent fort épais dans les couches de pierres blanches qu'on exploite dans le bassin de Paris.
- Les fils, filets ou limés : des fentes parfois imperceptibles à l'œil, d'autres fois plus ou moins larges, et remplies de matières étrangères qui traversent les bancs de pierre. Lors même que les limés sont très adhérents aux pierres, ils n'en constituent pas moins un défaut parce que la pierre est plus susceptible de se fendre suivant leur direction que dans toute autre. Lorsque les limés sont remplis de matière d'une couleur différente de celle de la pierre elle-même, ils nuisent aussi souvent à son bon aspect.
- Les clous : des rognons de substances généralement beaucoup plus dures que la pierre dans laquelle ils sont engagés et qui en rendent la taille difficile. La pierre calcaire bleue des carrières belges en renferme assez fréquemment d'une couleur noire, qui sont de la nature du jaspe et fort durs. Les pierres blanches en renferment aussi parfois, qui sont de la nature des cailloux roulés de silex. Quelquefois ces clous noirs ou blancs sont peu adhérents aux pierres, et on les en détache alors facilement sur les faces qui doivent être taillées, mais ils y laissent des cavités qui nuisent au bon aspect.
- Les terrasses et les moies : des assures ou cavités remplies de matières sans consistance et qui nuisent comme les précédentes à la qualité ou au bon aspect de la pierre.
- Les pierres offrent aussi quelquefois des cavités plus ou moins développées et souvent irrégulières qui peuvent dans certains cas nuire aussi à leur bon aspect ; les carriers les dissimulent parfois au moyen de pièces de rapport scellées à la gomme laque, ce qui ne remédie pas au mal et souvent le rend pire que s'il était laissé à l'état naturel.

#### Calcaire

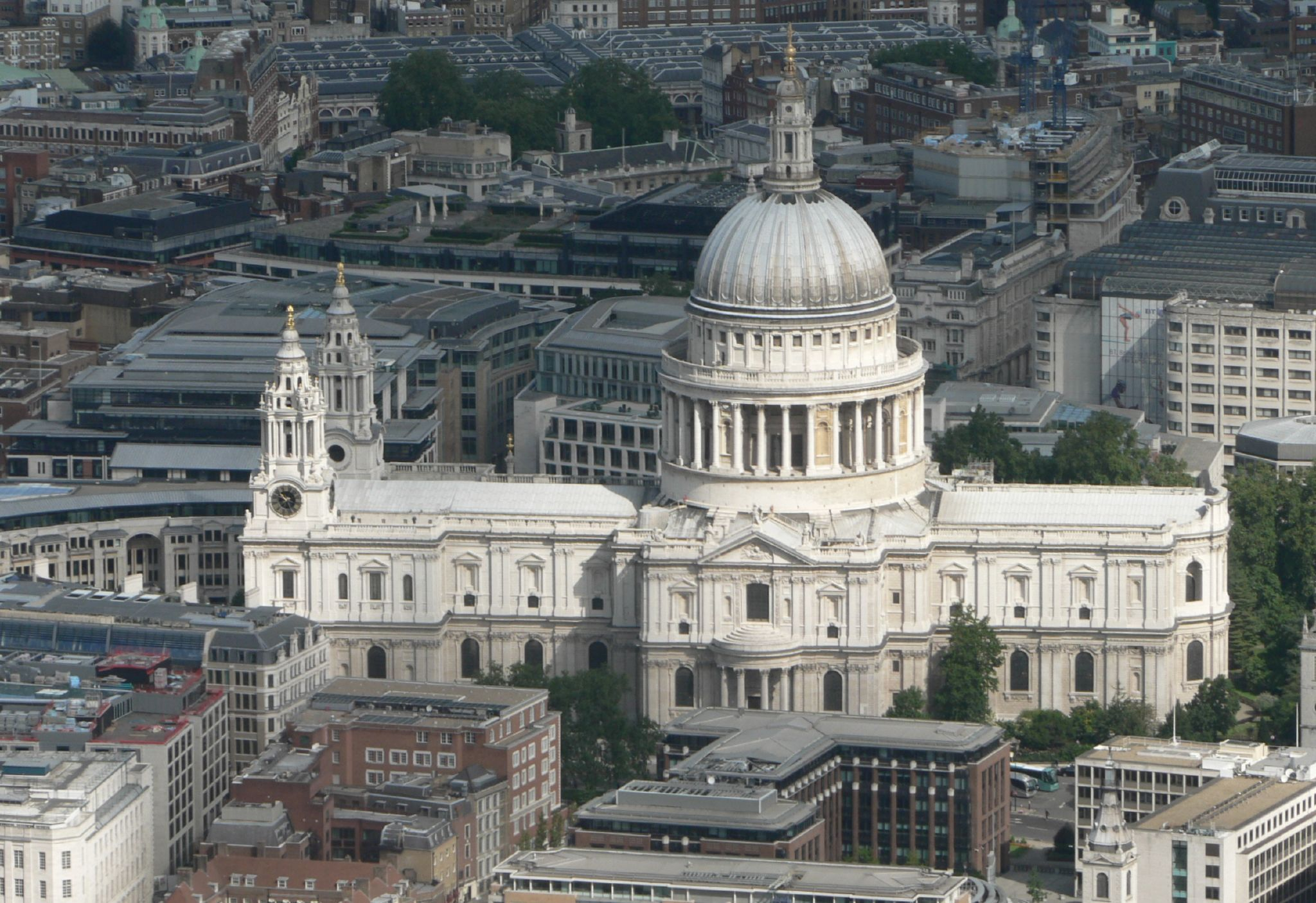
Cathédrale Saint-Paul de Londres, édifiée sur des plans de Christopher Wren, en 1677. Pierre de Portland

## Roches destinées à la construction

### Roches sédimentaires

#### Craie
La craie présente des caractères très-différents dans la France septentrionale et méridionale : 
- au nord de la France, entre l'encaissement circulaire du bassin tertiaire jusqu'aux relèvements du terrain jurassique, se présente la craie blanche du Crétacé, c'est une pierre tendre et au grain fin, facile à utiliser comme pierre de taille, mais poreuse, gélive et érosive, elle est aujourd'hui souvent considéré comme rarement susceptible d'un emploi passable, et plus souvent exploitée comme pierre à chaux que pour la taille[6]. Pourtant de très nombreux et prestigieux monuments du nord de la France sont construits en craie et ont hautement démontré les qualités particulières de cette pierre, comparable au tuffeau de la Loire. On peut citer notamment la cathédrale d'Amiens (la plus grande cathédrale de France, entièrement en craie), la cathédrale de Beauvais (la plus haute voûte gothique du monde, toute la structure et la voûte sont en craie locale)[18], ainsi que la cathédrale et les églises de Rouen. On peut aussi citer des monuments baroques à Cambrai, au Cateau-Cambrésis et à Saint-Amand-les-Eaux, les maisons et les monuments d'Arras (dont la monumentale cathédrale de style classique) et du Vieux-Lille.
- la craie du Midi de la France est dure, et fournirait de très beaux matériaux si elle n'était trop souvent fendillée; ainsi la ville d'Angoulême présente de superbes constructions entièrement dues à la craie[6].

#### Tuffeau

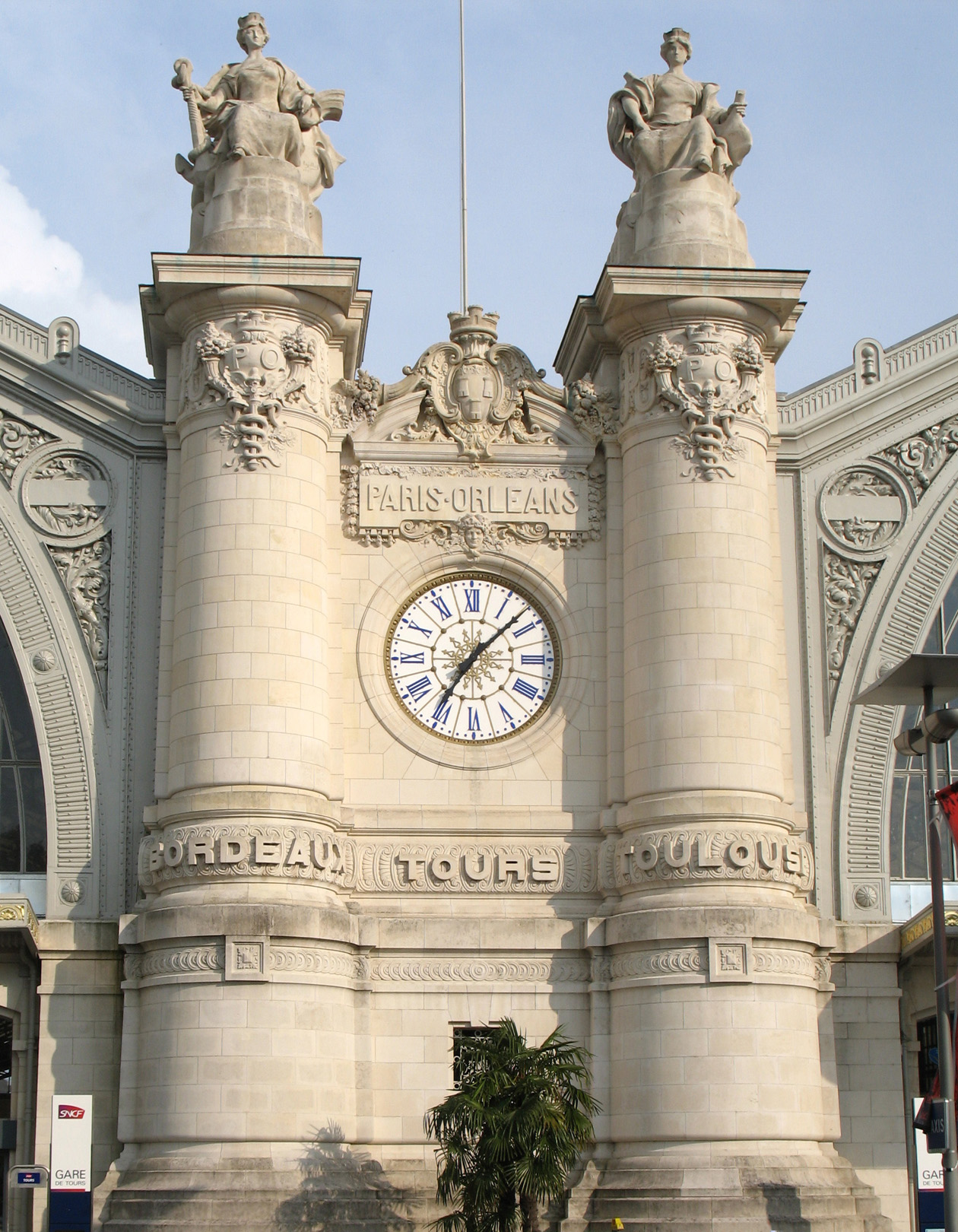
Gare de Tours - 1846 - tuffeau - détail.

Le tuffeau, qui, sans être une pierre d'appareil réellement solide et durable, a cependant le précieux avantage d'être facile à exploiter, à scier, à tailler, et d'acquérir, en durcissant à l'air, une solidité suffisante. Cette précieuse qualité a été mise à profit tout le long de la vallée de la Loire: Orléans, Angers, Tours, Saumur, sont bâties en craie-tuffeau; Rouen et Le Havre sont dans le même cas, bien que les constructions en briques y soient plus économiques. Les Châteaux de la Loire en sont constitués. Saint-Cyr-en-Bourg serait la commune la plus creusée de France: 200 km de galeries « creusés » dans le tuffeau, pour la plupart abandonnées et où sont cultivés les champignons de Paris.
En Belgique, en Région wallonne, le tuffeau calcaire affleure dans la région de Mons (Ciply) et existe également en Hesbaye (Lincent). La craie du Maastrichtien se prolonge jusqu'à Visé puis en Limbourg néerlandais. Des centaines de kilomètres d'exploitations par chambres et piliers ont ainsi été réalisés dans les carrières de la montagne Saint-Pierre et ont servi depuis des siècles de source de pierre à bâtir pour la ville de Maastricht aux Pays-Bas.

#### Travertin
Le travertin est la pierre dont on s'est servi pour les plus beaux édifices de la Rome antique. Elle est appelée Travertino en italien et, par les anciens, lapis tiburtinus, « pierre de Tivoli ». Un grand nombre de monuments, arcs et portes de la ville, comme le Colisée et le théâtre de Marcellus sont construits avec cette pierre, ainsi que la plupart des églises, basiliques et palais modernes ou de la Renaissance.

### Roches métamorphiques

#### Marbre
Le marbre est formé par cristallisation du calcaire.

## Choix

### Débitage en carrière

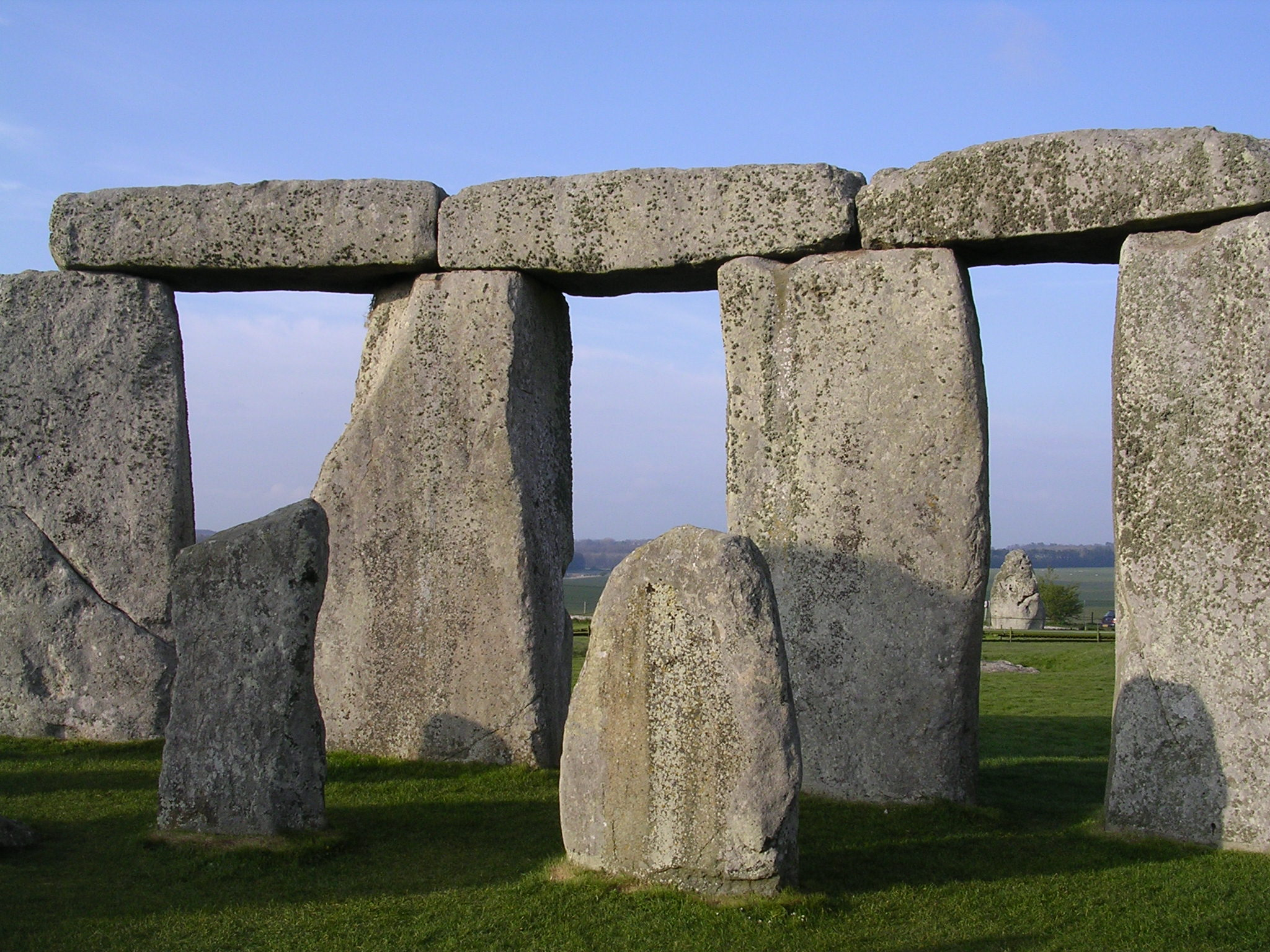
Stonehenge- -2800 à -1100.

L'homme commence à creuser le sol avec des outils rudimentaires, en bois, corne ou os pour les sols meubles, en silex, pour les roches. Pour façonner les roches tendres, il a donc recours à des outils de roches dures (Voir l'article « Technologie lithique »). Mais pour façonner les roches dures, il a dû attendre l’avènement des métaux, des abrasifs puissants comme le diamant, puis celui des explosifs. Les premières exploitations se sont faites naturellement par ramassage des pierres à la surface du sol. Des pierres prélevées à l'état brut sont utilisées dans la construction des murs en pierre sèche. Les cailloux arrondis des rivières sont un matériau de choix mais sont difficiles à mettre en œuvre sans mortier, on les cimente donc au moyen de mortiers d'argile, prélevée sur place quand cela est possible. La recherche de pierres de plus en plus en profondeur conduit à l'établissement des carrières à ciel ouvert ou souterraines. Ainsi au néolithique déjà, dans les minières néolithiques de silex de Spiennes, dans le Hainaut, les contemporains des dolmens creusent des puits et des galeries pour se procurer le silex de la craie plus facile à mettre en œuvre que les cailloux roulés inclus dans les limons.

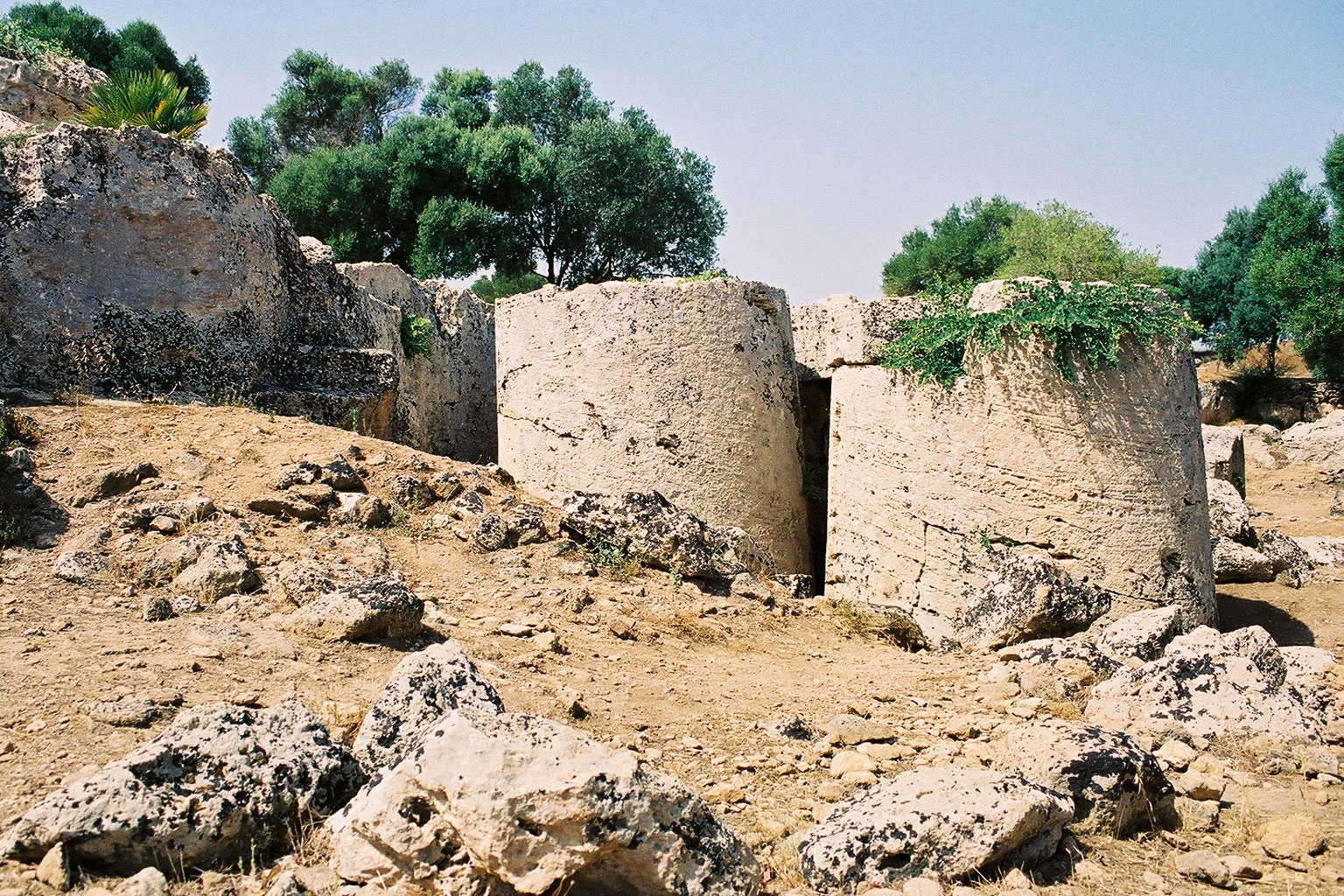
Carrières de Cusa, Sélinonte,

Dès -2800, à Stonehenge, des pierres, dont certaines font jusqu'à 50 tonnes sont acheminées sur 250 km pour constituer ce qui est probablement le plus grand chantier de construction néolithique en Europe. Dès -2700, les pyramides d'Égypte, monopolisent des milliers d'ouvriers.
En France, sur les berges de la Seine, on retrouve en 1825, une architecture rurale et vernaculaire constituée de cailloux de silex, ou avec du bloc marneux posé en mortier de chaux et sable, ou simplement avec de la poudre marneuse délayée à consistance de mortier. Des pierre dures d'extraction facile ou trouvées à même le sol ou des pierres tendres, faciles à mettre en œuvre, voir de mauvaise qualité.

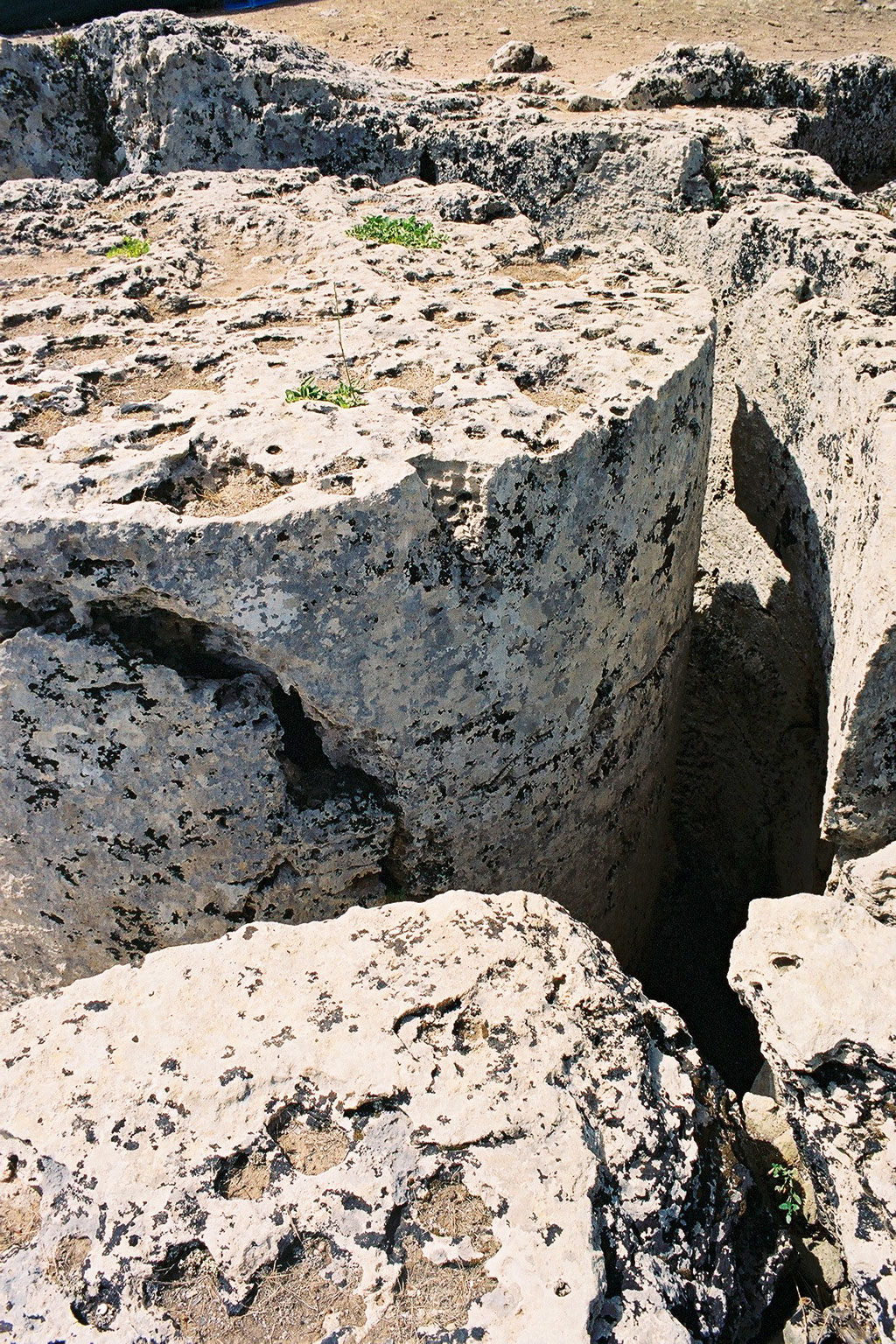
Tambours à destination du temple G. à Sélinonte,

Dans le monde antique, s'impose progressivement la nécessité de trouver des pierres les plus aptes à leur destination. Le travail d'extraction et de débitage des pierres se fait en plusieurs étapes : après le travail de dé-couverture des bancs de pierre propre à produire les pierres, dures ou tendres, compatibles avec leur destination, démarre le travail d'extraction lui-même. Afin de détacher les blocs que l'on pourra façonner, le carrier fait dans des cas très rares, appel à des strates et fissures naturelles, plus souvent il doit creuser des rainures, au pic, délimitant le volume et la forme des pierres telles qu'elles devront être réalisées.
Des exemples de mise en œuvre inachevées témoignent de la manière dont les carriers procédaient. Non loin de Sélinonte, par exemple, ancienne cité grecque côtière du sud de la Sicile, fondée au VIIe siècle av. J.-C. par des colons mégariens, à 11 km de la cité, s'étendent les carrières antiques de Cusa, couvrant un parc archéologique d'1,8 km de long, d'où provient la quasi-totalité du tuf calcaire utilisé pour la construction des temples et de la ville. Après en avoir extrait plus de 150 000 m3, les carrières furent brusquement abandonnées lors de la conquête punique en -409. Destinés au temple G, 62 tambours de colonnes inachevés, certains adhérant encore au socle rocheux, d'autres abandonnés durant le transport, restent sur les lieux ; ils nous renseignent sur les méthodes d'extraction, de transport et de construction de l'époque. Pour extraire la roche, les Sélinontins creusaient des rainures sur un tracé circulaire, de 55 centimètres à la base et de 85cm au sommet, permettant le travail de l'ouvrier,. Une dernière rainure était ménagée sous le bloc, dans laquelle étaient insérés des coins métalliques (cunei), enfoncés à la masse, qui achevaient de détacher les tambours de la roche. Une fois extraits, les tambours étaient taillés au marteau et au burin, puis sans doute cerclés de roues en bois et tirés par des chars à bœufs. Enfin, une fois la colonne établie, la grossièreté du calcaire était masquée par du stuc.

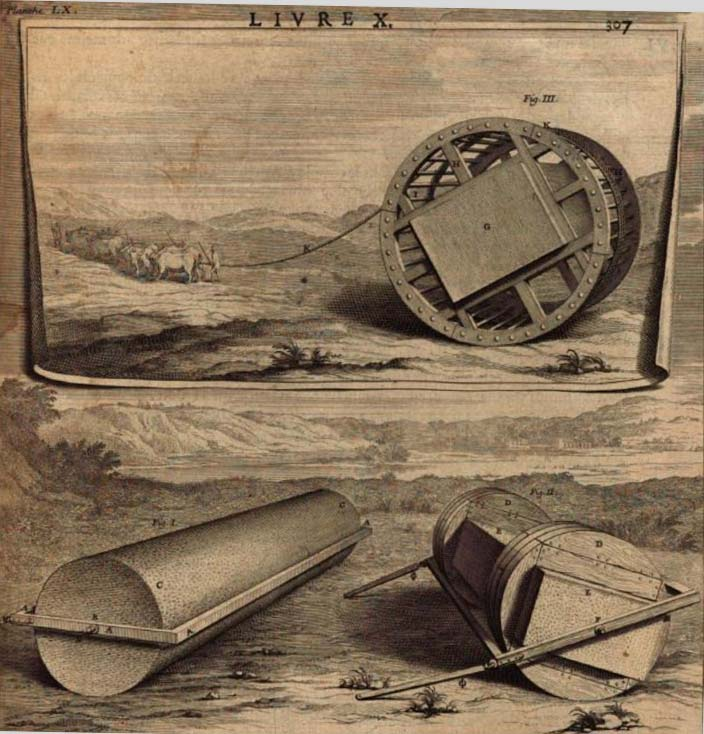
Système de roue pour le transport des grosses pierres décrit par Vitruve dans son De architectura.

Pour extraire leurs pierres, les Romains ne procédèrent pas autrement. À la nécessité d'extraire les pierres pour les besoins du marché s'ajoute un goût particulier pour l'exploit qui s'exprime par l'extraction de pièces monumentales. Par exemple, les colonnes en granite du Panthéon (début du IIe siècle) hautes de 12 m, pèsent 56 tonnes. Il en sera ainsi également pour le Temple de Vénus et de Rome (granite, 135-143), de la Basilique Ulpienne (granite et cipolin, 106-113). Les outils du carriers romains consistaient en pics, coins, leviers pour l'extraction, scies pour le débitages des blocs, ciseaux et marteaux, masses ou maillets.
Aux techniques traditionnelles d'abattage, par saignée au pic, au coin, à la masse réalisé à bras d'homme, succède le travail mécanique et « aveugle » des machines: la frappe mécanique du marteau-piqueur, la scie à chaîne (haveuse), la perforatrice rotative (de la tarière au rotary), le marteau perforateur, le jet d'eau sous pression voir le laser de puissance. Comparativement au travail à la main ou le mineur, à chaque coup choisit le point d'attaque le plus approprié, le travail de la machine est extrêmement dispendieux en énergie: l'abattage avec une machine ponctuelle consomme 76 fois plus, l'abattage à l'explosif dans des trous de mine est du même ordre. Une tarière de grand diamètre consomme 135 fois plus, la combinaison optimale, tarière, havage, et tir en forage réduit ce facteur à 20.

### Travail
Dans l'Europe médiévale, les tailleurs de pierre étaient constitués en une corporation. Aujourd'hui encore, il existe des formations de tailleur de pierre dans l'éducation nationale française et à travers le compagnonnage.
Les attributs du tailleur de pierre se retrouvent dans la symbolique de la franc-maçonnerie.

### Polylithisme
L'emploi, dans un même édifice, de pierres de taille ou de moellons hétérométriques de nature pétrographique et de provenance différentes (proximale ou distale selon les carrières), est appelé polylithisme de construction (du grec ancien πολύς / polús, « beaucoup », et λίθος / líthos « roche »), par opposition au monolithisme dominant (du grec ancien μόνος / mónos, « unique », et λίθος / líthos « roche »). Il peut revêtir deux aspects : polylithisme originel (primaire) lié aux constructions monophasées (pour des raisons architecturales — solidité, esthétique, technique, pratique — ou plus simplement d'économie) ; polylithisme acquis (secondaire) lié aux constructions polyphasées (édifices religieux édifiés sur plusieurs siècles, constructions séparées par des épisodes de destruction et de modifications diverses).
Le polylithisme peut prendre diverses modalités (discret, exacerbé, incontrôlé, maîtrisé) qui s'expriment notamment dans les édifices religieux, s’efforçant ainsi d'exprimer leur histoire dans le mutisme des pierres que déchiffre le géologue : « lapides clamabunt » (« Les pierres crieront » disent les Évangiles, l'archéologie décryptant le langage des pierres).

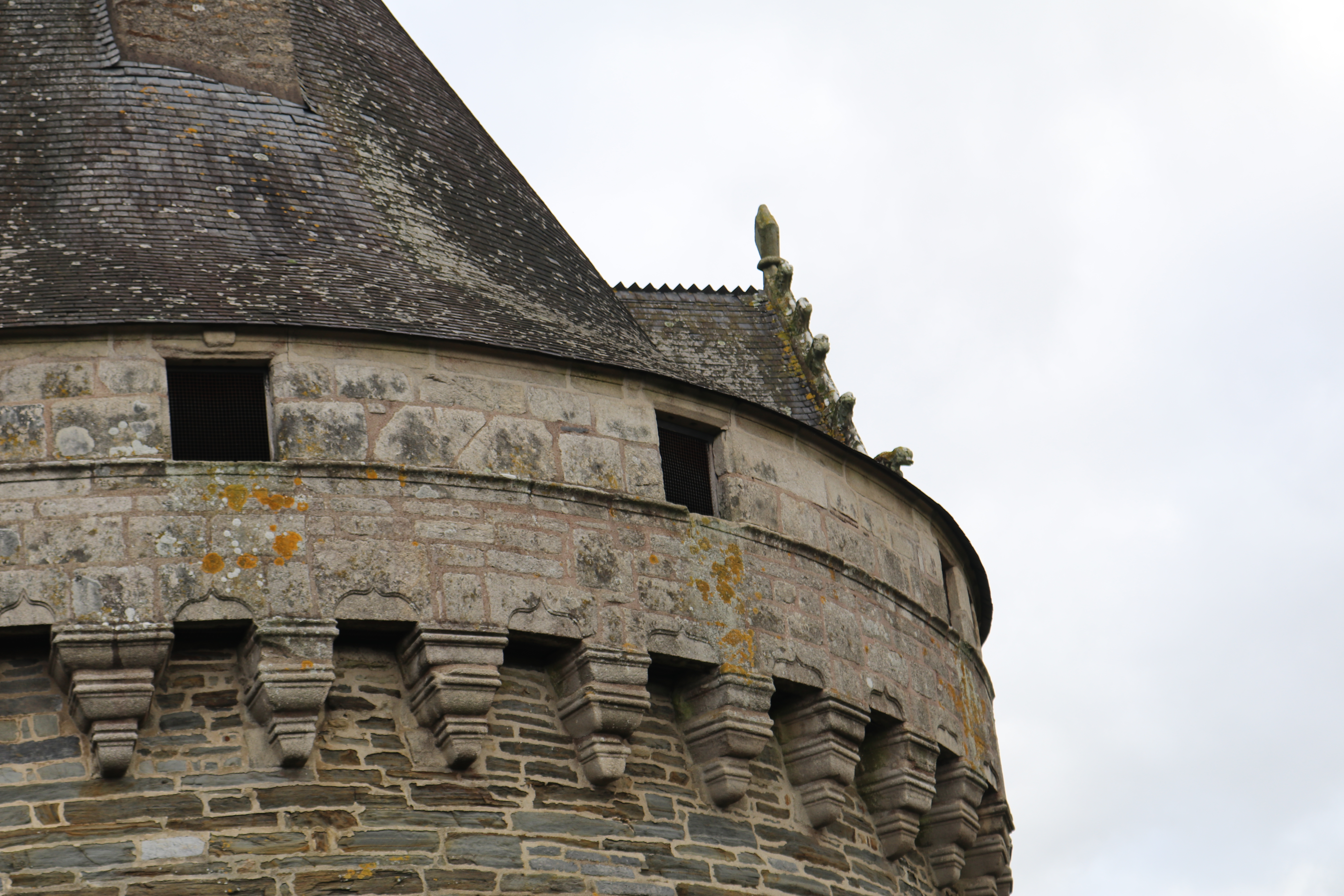
Dualité lithologique dans le château de Pontivy[38].
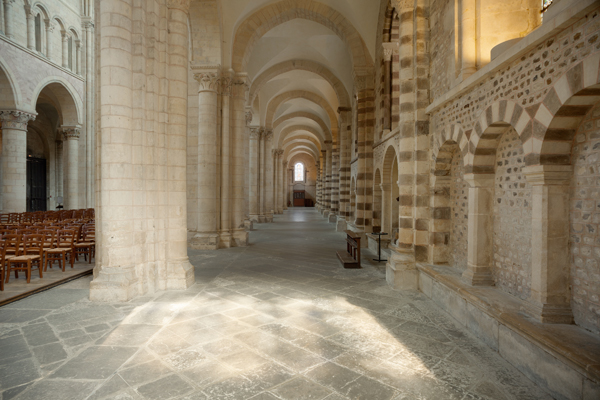
Le polylithisme de construction dans la cathédrale du Mans[39].
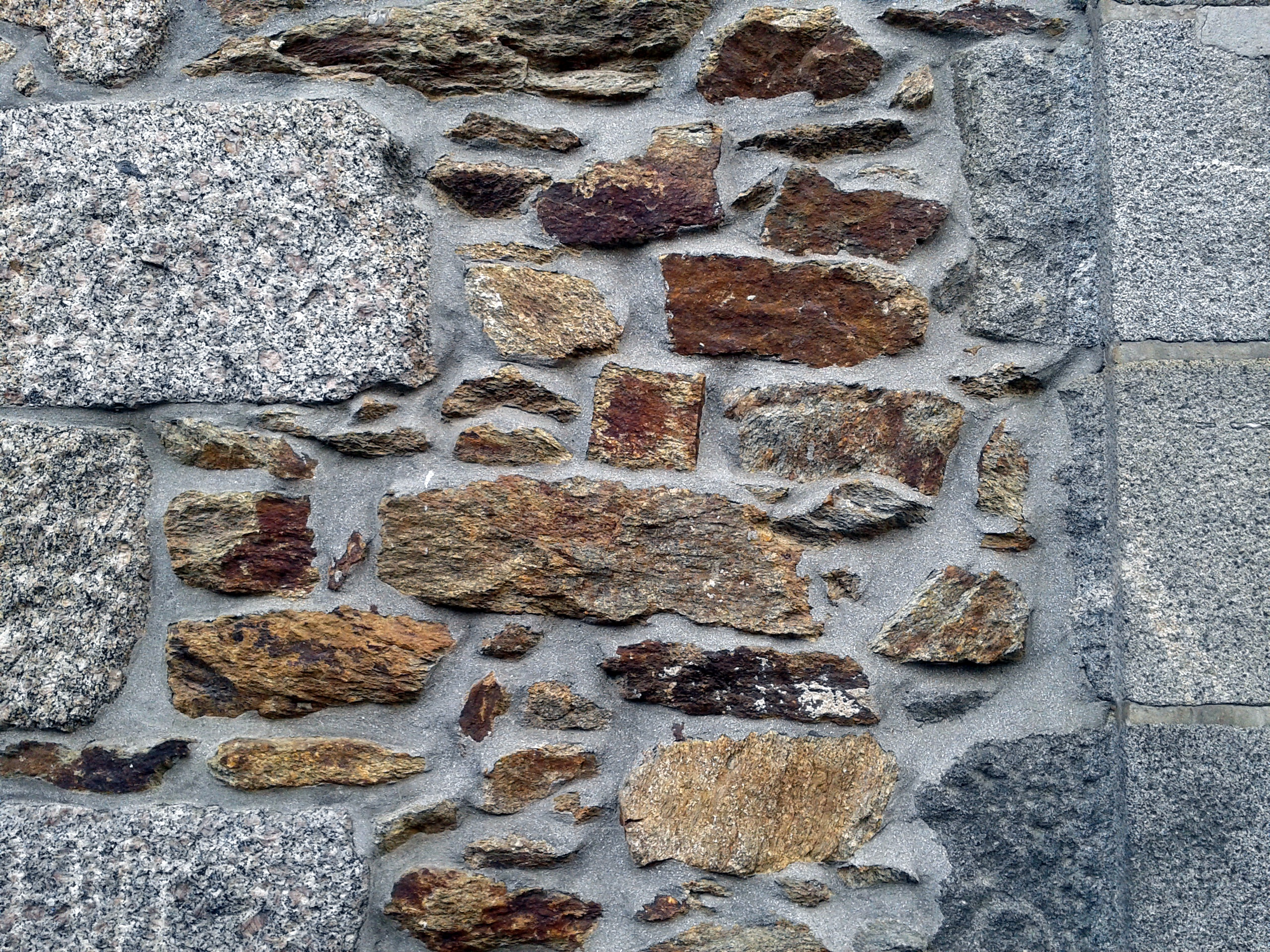
Exemple de mur polylithique, associant le granite de l'Aber-Ildut, l'orthogneiss et la kersantite de Brest[40].
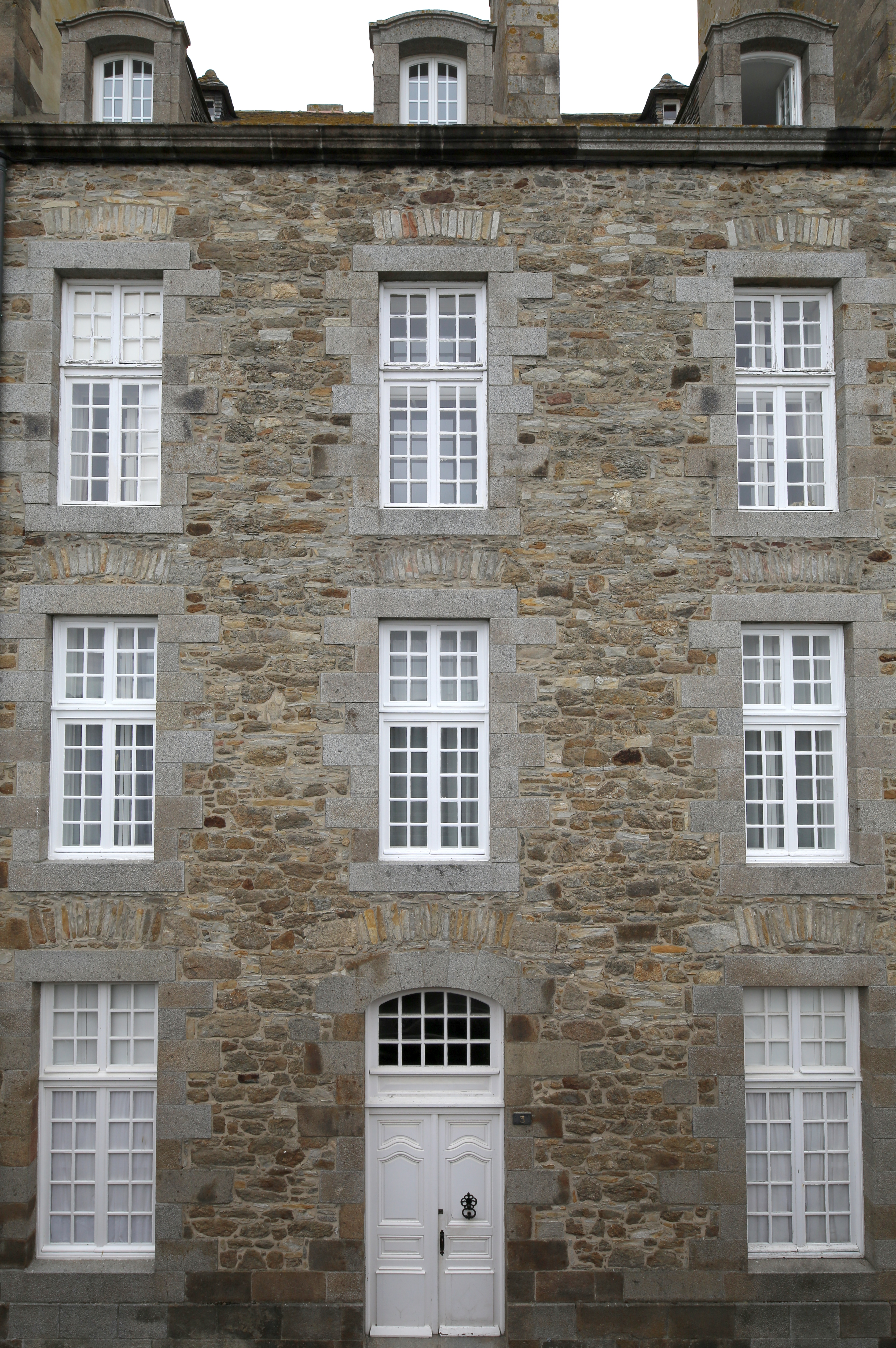
Maison malouine typiquement polylithique[41].
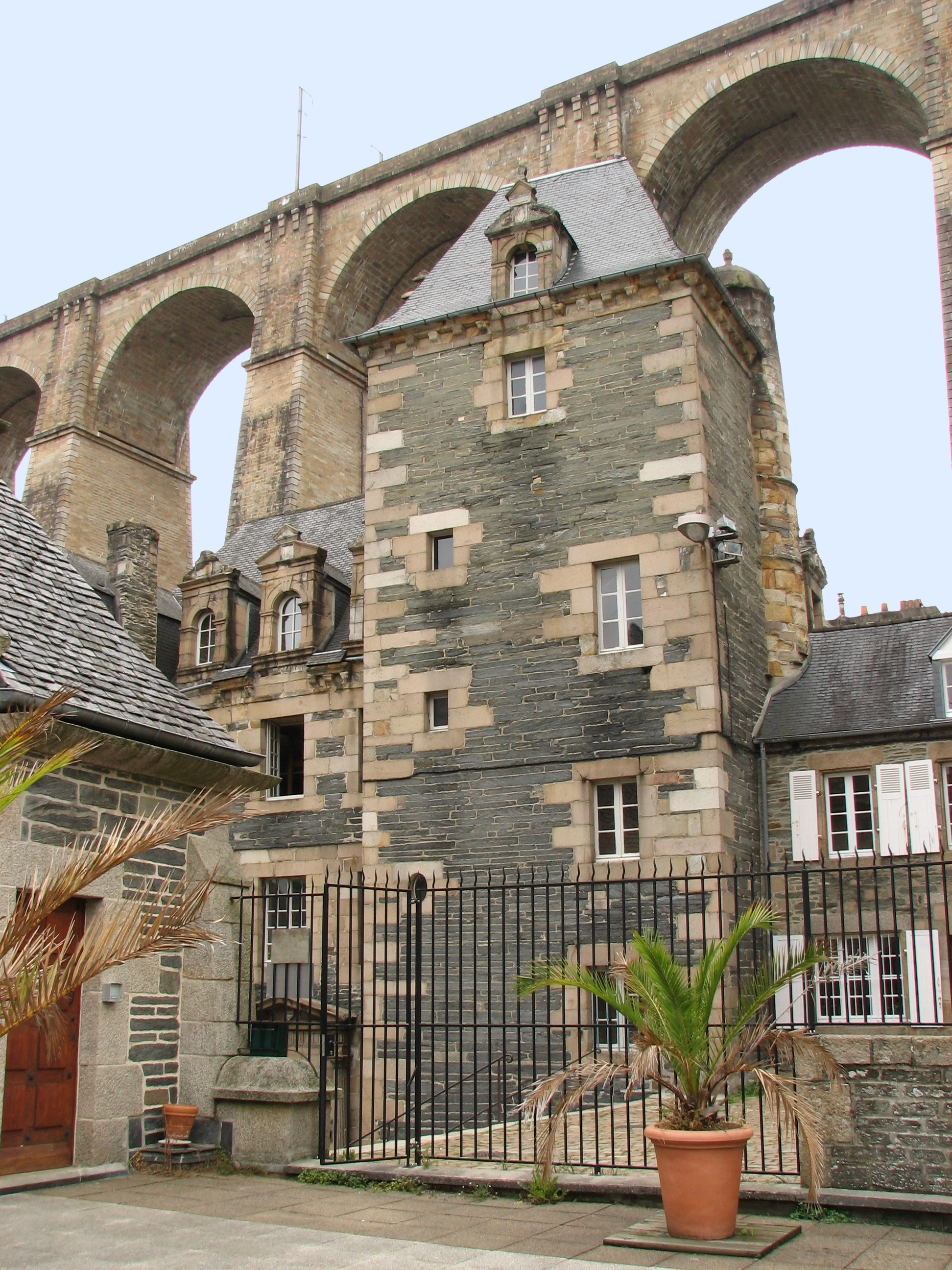
Polylithisme originel exacerbé de la maison[42] et polylithisme désordonné discret du viaduc de Morlaix[43].
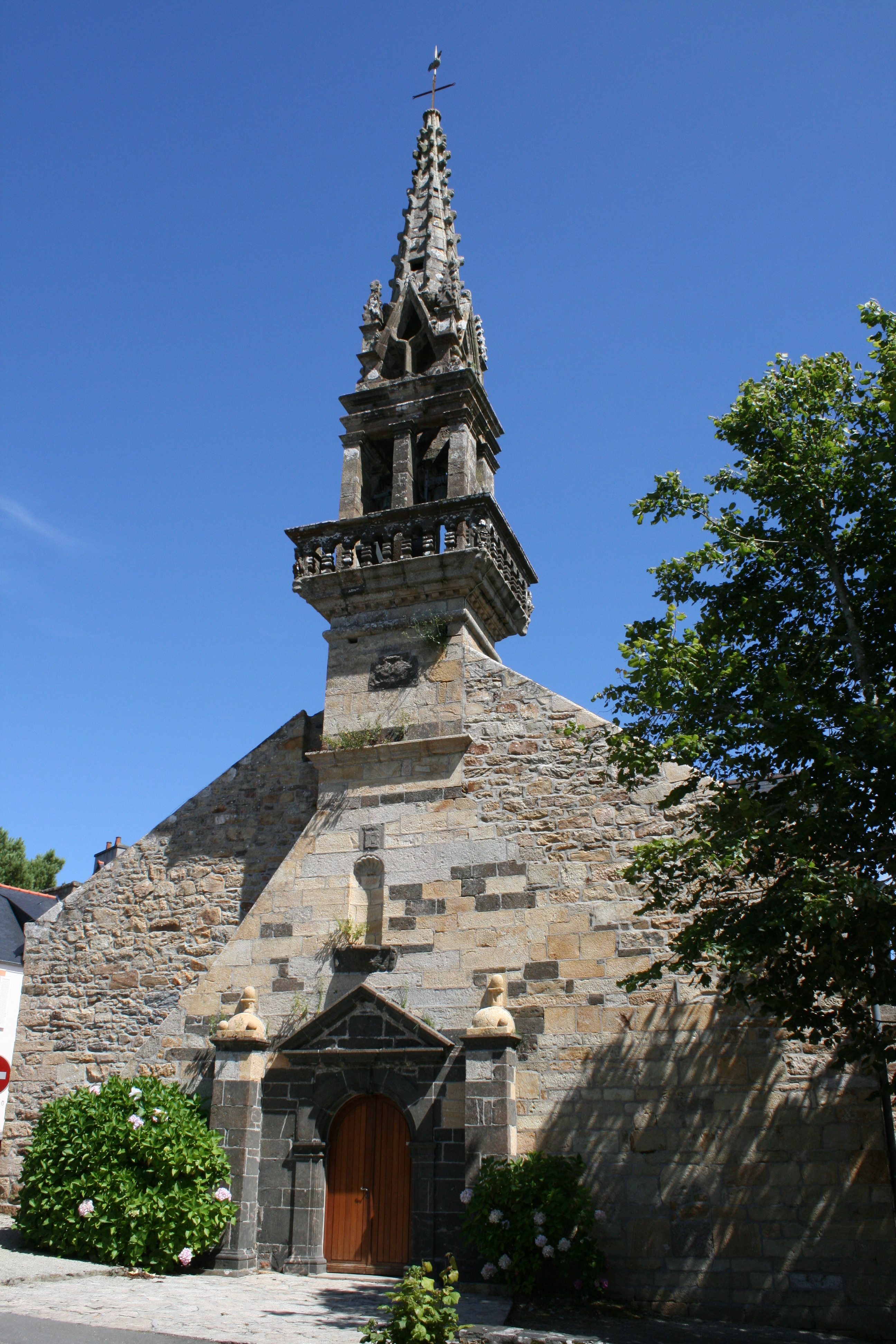
Polylithisme polychrome maîtrisé dans l'église de Roscanvel[44].

## Métiers de la pierre
- Maître de carrière
- Tailleur de pierre
- Épinceur et Épinceur de pavés
- Murailler